# ونستون تشرشل
السير ونستون ليونارد سبنسر تشرشل (30 نوفمبر 1874 – 24 يناير 1965) كان رجل دولة وجنديًا وكاتبًا بريطانيًا شغل منصب رئيس وزراء المملكة المتحدة مرتين، من عام 1940 إلى عام 1945، أثناء الحرب العالمية الثانية، ومرة أخرى من 1951 إلى 1955. باستثناء عامين بين 1922 و1924، كان عضوًا في البرلمان من عام 1900 إلى عام 1964 ومثّل إجمالي خمس دوائر انتخابية. من الناحية الأيديولوجية، كان ملتزمًا بالليبرالية الاقتصادية والإمبريالية، وكان في معظم حياته المهنية عضوًا في حزب المحافظين، الذي قاده من عام 1940 إلى عام 1955. وكان عضوًا في الحزب الليبرالي من عام 1904 إلى عام 1924. يُعد تشرشل أحد أبرز القادة السياسيين الذين ظهروا على الساحة السياسية خلال الحروب التي اندلعت في القرن العشرين. قضى تشرشل سنوات حياته الأولى ضابطًا بالجيش البريطاني، ومؤرخًا، وكاتبًا، بل وفنانًا، كلٌ في آن واحد. تشرشل هو رئيس الوزراء الوحيد الذي تحصل على جائزة نوبل في الأدب، وكان أول من تمنحه الولايات المتحدة المواطنة الفخرية. ينحدر تشرشل من سلالة عائلات الدوقات الأرستقراطية بمارلبورو؛ وهي أحد فروع عائلة سبنسر الأشهر ببريطانيا. كان والده اللورد راندولف تشرشل، وهو من الساسة ذوي الشخصية الكاريزمية، الذي تولى منصب وزير الخزانة آنذاك. وكانت جيني جيروم، والدة تشرشل، عضوًا بريطانيا بارزًا في المجتمع الأميركي في تلك الآونة.
أُرسل تشرشل في مهام للجيش البريطاني بكل من المستعمرة الهندية والسودانية، كما شارك بحرب البوير الثانية بصفته ضابطًا بالجيش البريطاني. وفي تلك الفترة ذاع صيته كأشهر مراسلي الحروب. ألف تشرشل العديد من الكتب، ذكر فيها تجاربه التي شهدها في حملاته وحروبه.
وفي أولى سنوات انخراطه في العملية السياسية، تقلد تشرشل العديد من المناصب السياسية والحكومية؛ حيث رأس وزارة الصناعة والتجارة، ووزارة الداخلية، وأصبح أميرًا للبحرية البريطانية عن حزب الأحرار الأسكويثي. احتفظ تشرشل بمنصبه أميرًا للبحرية البريطانية حتى عصفت به معركة هربرت هنري أسكويث جاليبولي العنيفة التي راح ضحيتها عشرات الآلاف من قوات التحالف والقوات العثمانية، مما أدت لرحيله عن الحكومة. استأنف تشرشل بعدها خدمته العسكرية بنشاط على الجبهة الغربية كقائد الكتيبة السادسة من غداري الفوج الملكي الإسكتلندي، ثم عاد أدراجه لعمله الحكومي كوزير للذخائر، حيث أسندت إليه مراقبة وتنسيق عملية توزيع الذخائر للمجهود الحربي؛ ووزير الدولة لشؤون الحرب، ووزير الطيران.
بعد الحرب عمل تشرشل كوزير للخزانة البريطانية في ظل فترة حكم حكومة المحافظين التي رأسها السياسي ستانلي بلدوين من عام 1924 حتى 1929، عاملًا بدوره على ربط سعر الجنيه الإسترليني عام 1925 بالغطاء الذهبي كما الحال قبل الحرب. لقي هذا الأمر جدلًا واسعًا، إذ عدها البعض خطوة لخلق ضغوط انكماشية على اقتصاد المملكة المتحدة تسهم في رفع نسبة التضخم. وكان من بين الانتقادات التي وجهت إليه أيضًا سببها معارضته للهيمنة البريطانية على الهند ورفضه القاطع تنازل إدوارد الثامن -ملك المملكة المتحدة- عن العرش في 11 ديسمبر 1936.
وبعيدًا عن عمله السياسي، تولى تشرشل قيادة حملة عاتية في ثلاثينيات القرن الماضي خلال حياته «في البرية»، حذر من الخطر النازي واستعدادها لإعادة التسليح. وبعد اندلاع الحرب العالمية الثانية، عُين تشرشل مرة أخرى أميرًا للبحرية البريطانية. وبعد استقالة آرثر نيفيل تشابرلين في العاشر من شهر مايو عام 1940، تولى تشرشل رئاسة الوزراء. ساعد رفضه البات لأي استسلام، أو هزيمة، أو أي حل سلمي على إلهام المقاومة البريطانية، وخصوصًا في الأيام الشرسة الأولى من الحرب العالمية الثانية، عندما وجدت بريطانيا نفسها وحيدة في مواجهتها لهتلر. أثار تشرشل حماس الشعب البريطاني من خلال خطاباته الحماسية والبرامج الإذاعية؛ وظل تشرشل رئيسًا لوزراء بريطانيا حتى أصبح انتصار بلاده على ألمانيا النازية أمرًا مُسلمّاً به.
وبعد هزيمة حزب المحافظين في انتخابات عام 1945، أصبح تشرشل زعيمًا للمعارضة بعد فوز حزب العمل البريطاني بالحكومة برئاسة كليمنت أتلي. وبعد وفاة تشرشل، منحته الملكة إليزابيث الثانية شرف أن يحظى بجنازة رسمية، وكانت تلك الجِنَازَة واحدة من الجنائز التي شهدت أكبر تجمع لرجال الدولة حول العالم. وفي استطلاع أُجري عام 2002 وُصف تشرشل ب«أعظم بريطاني على مر العصور». ويُعد تشرشل -على نطاق واسع- أحد أكثر الشخصيات تأثيرًا في التاريخ البريطاني؛ إذ كان يحظى دائمًا بنصيب الأسد في استطلاعات الرأي العام لرؤساء وزراء المملكة المتحدة.

## العائلة والنشأة
وُلد تشرشل فردًا لعائلة دوقات مالبورو الأرستقراطية، وهي العائلة التي انحدرت من عائلة سبنسر النبيلة. ومثلما كان يفعل والده، اعتاد ونستون أن يستخدم لقب «تشرشل» في الحياة العامة. كان جده الأكبر -جورج سبنسر قد غير لقبه إلى سبنسر تشرشل في العام 1817 عندما حظي بمكانة دوق مالبورو؛ وذلك بغية إظهار أصله من جون تشرشل -الدوق الأول لمالبورو. كان والد ونستون، اللورد راندولف، هو الابن الثالث لجون سبنسر_تشرشل، والدوق السابع لمالبورو الذي عمل بالسياسة؛ وكانت أمه، هي السيدة راندولف تشرشل، ابنة المليونير الأميركي المَرْمُوق ليونادر جيروم. ولد ونستون في تاريخ 30 نوفمبر عام 1874، قبل شهرين من ميعاد مولده الطبيعي، بغرفة نوم في قصر بلينهايم ودستوك، بأكسفوردشاير.
قضى تشرشل أولى سنوات عمره، ما بين الثانية والسادسة على وجه التحديد، في دبلن. وفي ذلك الوقت، كان جده نائب الملك، ووالده هو سكرتيره الخاص -سكرتير نائب الملك. وفي تلك الآونة، وُلد جون سترينج سبنسر_تشرشل، أخًا لونستون. وطالما لاحظ الكثيرون أن ونستون الصغير كان مفتونًا دومًا بالشؤون العسكرية؛ لما ظهر عليه أثناء مشاهدته للعروض والمسيرات العسكرية التي كانت تمر بمقر نائب الملك (المقر الرسمي الحالي لرئيس أيرلندا) من اهتمام وشغف بالغين.
بدأ تشرشل مشواره التعليمي في دبلن، حيث أخذت مربيته تعلمه القراءة والكتابة والحساب، وكان أول ما قرأه تشرشل كتاب «قراءة بلا دموع». وفي غضون ذلك، نشأت بين تشرشل ومربيته -السيدة إليزابيث- صِلَة مُوثَّقة الْعُرَى، متينة الأسباب؛ نظرًا لعلاقته الفاترة بوالديه، فكان يدعوها بلقب «الرحم القديم»؛ إذ كانت إليزابيث بمثابة الحاضنة والمربية التي شغلت مكان أمه،  فكانوا يقضون ساعات عديدة يلعبون في منتزه «فينيكس».
كان تشرشل بليدًا في دراسته، وكان كثيرًا ما يعاقبه معلموه؛ وكان ذو طبيعة متمردة، أَنُوفة؛ وشخصية مستقلة. تلقى تشرشل تعليمه في ثلاث مدارس مختلفة: مدرسة سانت جورج، باسكوت، بيركشاير بإنجلترا؛ ومدرسة برونزويك في مدينة هوف، بالقرب من مدينة برايتون؛ ومدرسة هارو بداية من 17 من أبريل 1888. ولم تمض أسابيع قليلة من التحاق تشرشل بتلك المدرسة إلا وكان أحد المنضمين ل«سلاح بندقية هارو».
كان نادرًا ما تزوره أمه، لكنه كثيرًا ما يرسل إليها بخطابات يحثها على زيارته ورؤيته في مدرسته أو السماح له بالعودة إلى منزله. وكذلك الحال بالنسبة لأبيه، فقد بعدت الهوة بينهما؛ لدرجة أن تشرشل لم يتحدث إلى أبيه إلا مرات معدودة. ولما مات أبوه يوم ال24 من يناير 1895 -عن عمر يناهز ال45- ساور تشرشل شعور بأنه موته لم يعد بعيدًا؛ ولذلك حرص على ترك بصمة في هذا العالم بأسرع ما يمكن.

### عقبته في الخطابة
كان تشرشل مصابًا بلثغة لزمته طوال حياته العملية، طالما ذكرها صحافيو هذه الفترة وما تلاها. فقد ذكر العديد من كُتاب العشرينيات والثلاثينيات من القرن العشرين، ما عند تشرشل من تلعثم قبل ذيوع التسجيل الصوتي، واصفين إياها ب«القاسية»، و«المؤلمة». وكذلك، وصف تشرشل لعثمته ب«عائق الحديث»، التي حاول دومًا التخلص منها. وذكر مركز ومتحف تشرشل أن غالبية التسجيلات أظهرت أن اللثغة كانت هي عائق تشرشل، في حين وصف تلعثمه ب«الأسطورة». صُمم طقم أسنانه الصناعية خاصته خصيصًا لمساعدته في الخطابة بشكل سليم. وبعد سنوات عديدة من الخطابات العامة التي أعدت بعناية ليس فقط لإلهام الجمهور بل أيضًا لتجنب التلعثم، استطاع تشرشل أخيرًا أن يصف بأن، «العقبة ليست عائقًا».

### زواجه وذريته

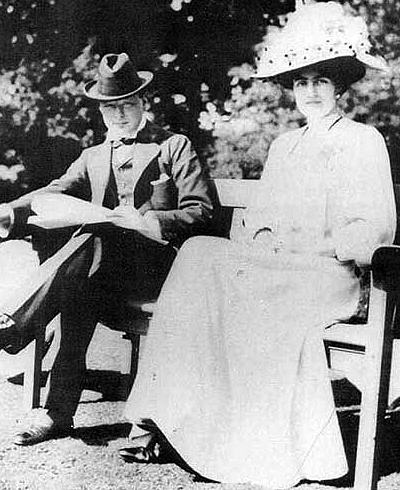
ونستون وكلمنتين قبل زواجهما تقريبًا عام 1908

التقى تشرشل أول مرة بزوجة عمره كلمنتاين في عام 1904 بحفلة راقصة في كرو هاوس، منزل إيرل كرو، وزوجته مارجريت بريمروز -ابنة الايرل الخامس لبلدة روزبري، أرشيبالد بريمروز، وهاناروثتشايللد. وفي عام 1908، التقى تشرشل بكلمنتاين مرة أخرى بمأدبة عشاء باستضافة سوزان جين -بارونة سانت هيلير (السيدة القائد DBE). فاختبلته، ولم يشعر في تلك اللحظة إلا وهو جالس بجوارها، ومن هنا بدأت قصة حب لم تنتهَ إلا بموتهما. وحينها، عرض تشرشل على كلمنتاين الزواج خلال حفل أقيم في «معبد ديانا» الصغير بقصر بلينيم في 10 أغسطس عام 1908. وفي ال 12 من سبتمبر عام 1908 أقيم حفل الزفاف بكنيسة «سانت مرجريت» بويستمنستر، وكانت الكنيسة غاصة بالحضور، في حين تكفل أسقف مدينة سانت آساف بمراسم الزواج. قضى الزوجان شهر العسل في منزل «هايجروف» بمنطقة إيستكوت. وفي مارس 1909، انتقل الزوجان إلى منزل يقع بميدان إيكلستون. وبالنسبة لذرية تشرشل، فإن ديانا كانت هي أول أبنائه. ولدت ديانا في لندن في اليوم الحادي عشر من شهر يوليو 1909. وبعد الولادة، انتقلت كلمنتاين لمقاطعة ساسكس لاسترداد عافيتها، في حين تركت ديانا مع مربيتها. وفي يوم 28 مارس 1911، أنجبت كلمنتاين طفلهما الثاني، وأسموه راندولف بمنزلهما في ميدان إيكلستون. وفي 7 أكتوبر 1914، وُلدت سارة، طفلهما الثالث، في «المنزل الأميرالي». كان ذلك الميلاد في يوم شابه الكثير من القلق، بالأخص لكلمنتاين؛ إذ أرسل مجلس الوزراء تشرشل إلى مدينة أنتويرب، «لدفع سكان المدينة المحتلة إلى المقاومة»، وذلك بعد ورود أنباء بأن البلجيكيين اعتزموا تسليم مدينتهم للمحتلين. وفي 15 نوفمبر 1918، بعد أربع أيام من انتهاء الحرب العالمية الأولى رسميًا، خرج من رحم كلمنتاين مولودها الرابع ماري جولد فرانسيس تشرشل. ومنذ الأيام الأولى من شهر أغسطس أوعزت كلمنتاين إلى مربية فرنسية تدعى الآنسة روز بمهمة تربية أبنائها الأربعة؛ في حين سافرت كلمنتاين إلى منزل «إيتون هول» للعب التنس مع دوق ويستمنستر. وأثناء رعاية الآنسة روز للأبناء، أُصيبت ماري بإنفلونزا حادة في الوقت الذي خُيل لروز أنها تعافت، ولكن المرض كان قد تحول إلى إنتانمية (إنتان دموي). أرسلت الآنسة روز إلى كلمنتاين تخبرها بذلك، ولكن العلة أصبحت لا يَنْجَعُ فيها الدواء؛ لينقضي أجلها، وتُدفن بمقابر «كنسال الخضراء» بعد ثلاثة أيام من وفاتها. وفي 15 سبتمبر 1922، وصلت إلى العالم آخر أطفال تشرشل واسمها ماري. وفي وقت لاحق من ذلك الشهر، اشترت عائلة تشرشل منزل «تشارت ويل»، والذي أصبح منزل الأسرة حتى موت تشرشل عام 1965.

## الخدمة العسكرية

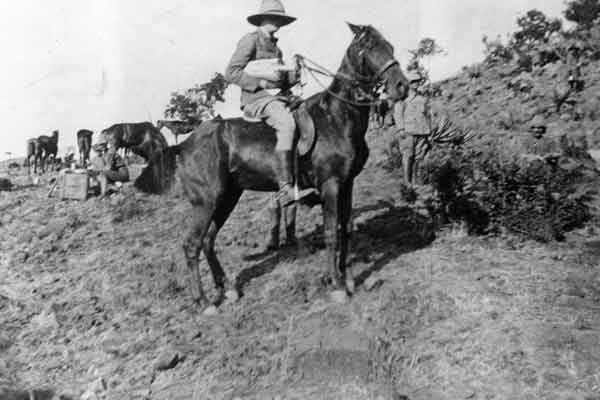
ونستون في عمله مراسلًا حربيًا لجريدة «مورنينج بوست»

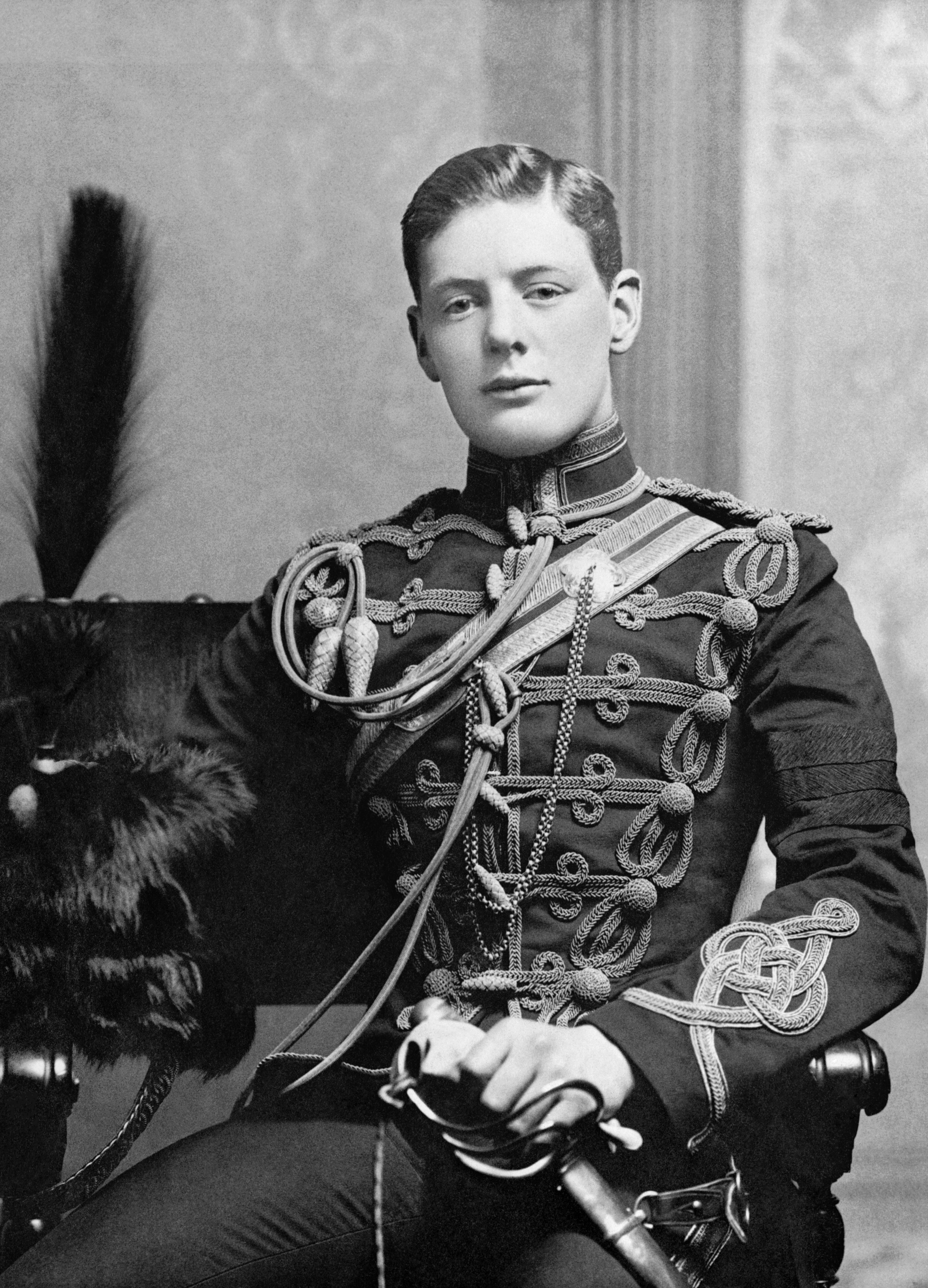
ونستون يرتدي الزي العسكري

بعد رحيل تشرشل عن مدرسة هرو عام 1893، تقدم بطلب للالتحاق بأكاديمية ساندهيرست العسكرية الملكية. اجتاز تشرشل اختبار القبول بعد ثلاث محاولات، بعدها تقدم بطلب للالتحاق بسلاح الفرسان بدلًا من سلاح المشاة؛ وذلك لعدة أسباب منها أن سلاح الفرسان يتطلب مجموع درجات أقل منه في سلاح المشاة، وأيضًا لأن سلاح الفرسان لا يتطلب إجادة الرياضيات، التي كان يكرهها تشرشل.
كان ترتيب تشرشل هو الثامن على دفعته المكونة من 150 فردًا، في ديسمبر 1894. وعلى نقيض ما كان ينشده أبوه، لم يستغل تشرشل فرصة الانتقال إلى فرق المشاة، وعزم البقاء في سلاح الفرسان.
تمت ترقيته تشرشل إلى رتبة ملازم ثان (كورنيت) في سلاح الفرسان الرابع الخاص بالملكة، في 25 فبراير 1895. وفي عام 1941، حصل تشرشل على شرف ترقيته عقيدا بسلاح الفرسان. وبعد الحرب العالمية الثانية، حصل تشرشل على لقب Colonel-in-Chief، وهو امتياز يخص عادة الملوك. بلغ راتب تشرشل كملازم ثان في سلاح الفرسان الخاص بالملكة 300 جنيه إسترليني. لم يكن تشرشل راضيًا عن ذاك المبلغ، إذ كان يعتقد أنه يحتاج راتب لا يقل عن 500 جنيه إسترليني (أي ما يعادل 55.000 جنيه إسترليني بوصف عام 2012)،  وذلك من أجل الرقي بمعيشته لتصبح مثل زملائه الضباط في سلاح الفرسان. قدمت له والدته بدلا سنويًا قدره 400 جنيه إسترليني، لكن تشرشل كان يصرفه كله في أحيان كثيرة؛ مما جعل كاتب السيرة الذاتية، روي جينكينز يصرح بأن ذلك هو أحد الأسباب التي جعلت من تشرشل مراسلًا حربيًا.
لم يكن تشرشل ينوي اتباع الطريقة التقليدية في الترقي إلى المناصب الأعلى من خلال الرتب العسكرية، بل إنه صب جام اهتمامه إلى استغلال أية فرصة تمكنه القيام بعمل عسكري. ومن خلال نفوذ أمه وعائلته في أوساط المجتمعات الراقية، استطاع تشرشل أن ينشر ما قام به من حملات من خلال مقالات نشرها في العديد من الصحف. جذبت كتاباته انتباه الجمهور إليه، وجنى من ذلك دخلا إضافيا كبيرا؛ فعمل مراسلًا حربيًا لدى العديد من الصحف اللندنية،  وأصدر العديد من الكتب التي تدور حول حملاته وتجاربه العسكرية.

### كوبا
في عام 1895، سافر تشرشل إلى كوبا بصحبة زميله الضابط ريجنالد بارنز لرصد الحرب الكوبية من أجل الاستقلال ضد الإمبراطورية الإسبانية. وقبيل سفره، حصل تشرشل على عمولة من صحيفة الديلي جرافيك للكتابة عن هذا الصراع. وفي ذكرى ميلاده الحادي والعشرين، اُنتقد تشرشل لأول مرة في حياته،  من بين حوالي خمسين مرة طوال عمره؛ ولكن الإسبان منحوه أول ميدالية في حياته. كان لكوبا أثر طيب على ذاكرة تشرشل حيث وصفها ب"الكبيرة، والغنية، والجزيرة الجميلة....". وبينما كان هناك، ألف فمه طعم سجائر الهافانا التي تمنى لو استمر بتدخينها بقية عمره. وفي نيويورك مكث تشرشل بمنزل ويليام كوكران، وكان هذا الأخير أحد أبرز السياسيين الأمريكيين في ذلك الحين، وعضوًا في مجلس النواب، وأحد المعجبين بوالدة تشرشل.
تأثر تشرشل بهذا الرجل كثيرًا، فأخذ عنه أسلوبه في الخطابة وخبرته في السياسة، وحماسته المغمورة بحب الولايات المتحدة الأمريكية ودعوته للاعتزاز بها. وفي غضون ذلك، تلقى تشرشل رسالة مفادها أن مربيته -السيدة إيفرست، تُكَابِدُ غُصَص الْمَوْت؛ فعاد تشرشل سريعاً إلى إنجلترا، وظل بجوارها لمدة أسبوع حتى فَاضَتْ نَفْسها. كتب عنها تشرشل في يومياته، «كانت أفضل أَنِيسة»؛ وكتب عنها أيضًا في كتابه «طفولتي»، «كانت أعز وأقرب خَدِينة لي خلال عشرين عامًا قضيتها من عمري».

### الهند

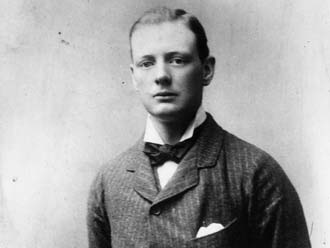
تشرشل في الرابعة والعشرين من عمره عام 1898

في أوائل أكتوبر عام 1896، أُرسل تشرشل إلى بومباي، الراج البريطاني. كان يُعد تشرشل واحدًا من أفضل لاعبي البولو بكتيبته العسكرية، فقاد فريقه لانتصارات رائعة بالبطولات المختلفة.
وفي عام 1897، حاول تشرشل السفر للإدلاء بتقاريره، وإذا لزم به الأمر، سيقاتل في الحرب العثمانية اليونانية؛ ولكنها كانت قد انتهت قبل وصوله. وفي وقت لاحق، وبينما كان يستعد للسفر إلى إنجلترا، علم تشرشل أن ثلاثة ألوية من الجيش البريطاني يجهزون لقتال مجموعات البشتون (العرقية) في المنطقة الحدودية شمال غرب الهند. حينها، طلب تشرشل من قائده السماح له بالانضمام إلى القتال. وبالفعل، قاتل تشرشل بقيادة الجنرال جيفري في المنطقة الحدودية في الهند.
أرسله جيفري بصحبة 15 فرق كشافة لمراقبة وادي ماموند، وفي طريقهم للاستطلاع، اصطدموا في قتال مع أحد قبائل العدو، فترجلوا من خيولهم، وعلى الفور تبادلوا إطلاق النيران لأكثر من ساعة. وفي خضم المعركة، وصلت طائفة السيخ الهندية لدعم القبيلة، وأخذ القتال يهدأ شيئًا فشيئا حتى شرع كلاهما في الانسحاب. ولكن المئات من رجال القبائل كانوا قد نصبوا كمينًا في غمرة القتال، وأطلقوا وابلًأ من النيران على تشرشل لإجباره على الانسحاب، فقُتل منهم أربعة رجال، كانوا يحملون ضابطا مُصابا، فأجبرتهم ضراوة القتال على تركه وراءهم. قُتل ذلك الضابط المُصاب أمام أعين تشرشل، فما كان منه إلا أن كتب عنه فيما بعد، «نسيت كل شيء عن هذا الموقف إلا رغبة قتل هذا الضابط». وعلى الرغم من انخفاض أعداد طائفة السيخ الهندية جراء القتال، أمر القائد تشرشل بالانسحاب وجنوده إلى بر الأمان. طلب تشرشل من قائده مذكرة صغيرة ليضمن عدم اتهامه بالفرار. وبالفعل، تسلمها تشرشل، ووقعها في الحال، وتوجه بثقة نحو التل يخبر اللواء الآخر بالانسحاب. والجدير بالذكر أن المعارك في تلك المنطقة قد استمرت لأسبوعين قبل أن يتسنى لهم انتشال القتلى. كتب تشرشل في مذكراته: «على الرغم من أهميته (القتال) فإنني لا أستطيع أن أخبر به». وفي ديسمبر عام 1900،  نُشر «حصار الملاكند» كما عرضها تشرشل في قصته «القوة الميدانية للملاكند»، وحصل على مبلغ 600 جنيه إسترليني من وراء ذلك. وخلال حملته بالهند، كتب تشرشل أيضًا مقالات لصحف: «الرائد» و«الديلي تلغراف». كانت قصته عن تلك المعركة أحد أول قصصه المنشورة، وحصل على 5 جنيهات إسترلينية عن كل عمود في صحيفة الديلي تلغراف.

### السودان وأولدهام

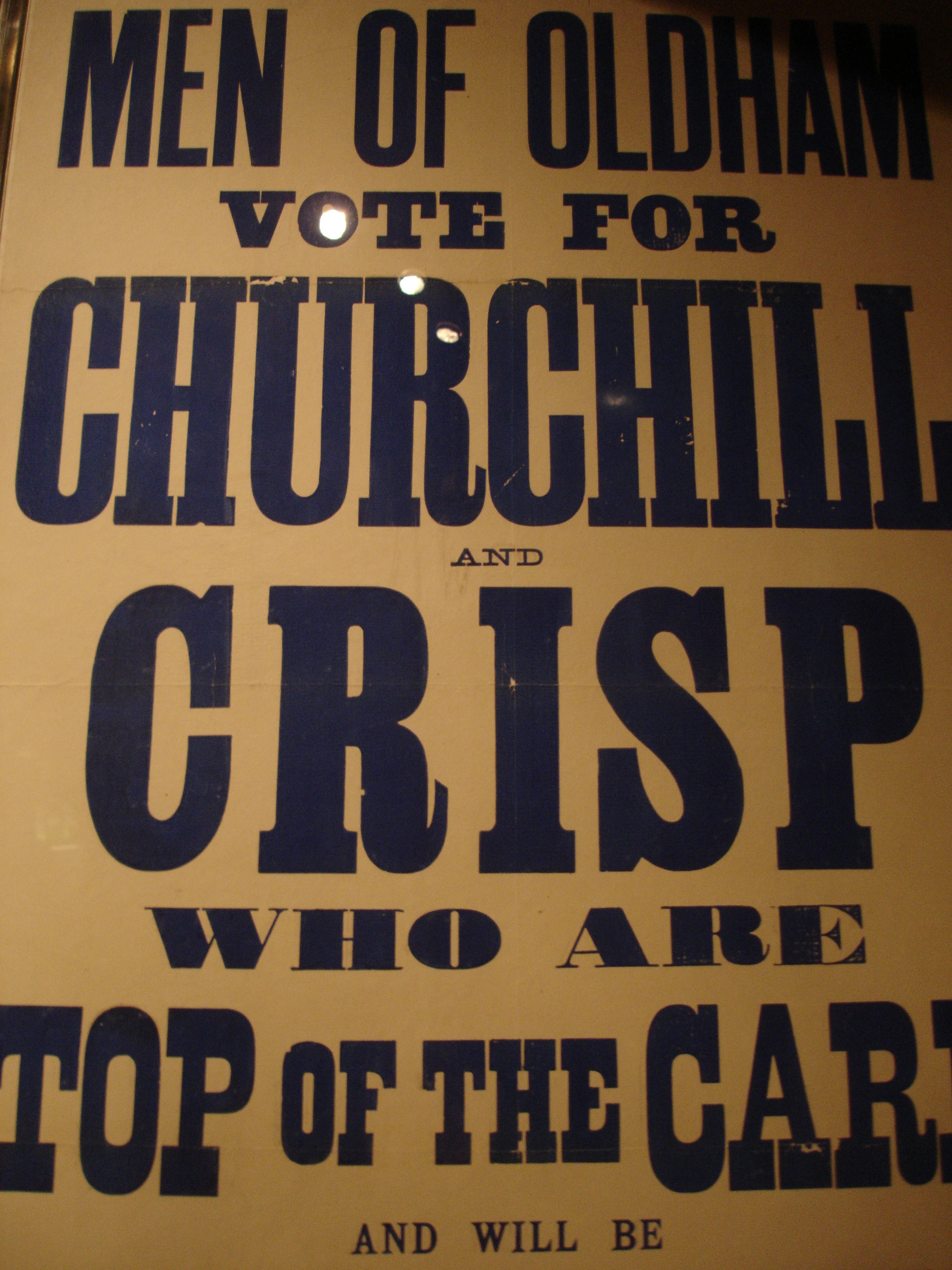
الدعاية الانتخابية لتشرشل أثناء الانتخابات العامة بأولدهام عام 1900

في عام 1898، سافر تشرشل إلى مصر. وقبل أن ينضم إلى الملحق ال21 للفرسان حاملي الرماح، تحت قيادة الجنرال هربرت كيتشنر بالسودان، زار تشرشل الأقصر. وخلال تلك الفترة تعرف تشرشل على اثنين من الضباط العسكريين الذين سيقابلهم تشرشل في الحرب العالمية الأولى وهم: دوغلاس هيغ (رتبته رقيب خلال الحرب العالمية الأولى)، والآخر ديفيد بيتي (ملازم أول بالزوارق الحربية خلال الحرب العالمية الأولى). وخلال فترة وجوده بالسودان، شارك إِبَّان فيما وصف بأنه آخر مهمة ذات هدف لسلاح الفرسان البريطاني بمعركة أم درمان في سبتمبر 1898. وكان تشرشل حينها مراسلًا حربيًّا لجريدة «عمود الصباح أو مورنينج بوست». وبحلول شهر أكتوبر من عام 1898، عاد تشرشل إلى بريطانيا وشرع في تأليف عمله المكون من مجلدين بعنوان «حرب النهر»؛ وهو كتاب يروي قصة احتلال السودان مرة ثانية، وصُدرت النسخة الأولى منه عام 1899. واعتبارًا من 5 مايو 1899، استقال تشرشل من الجيش البريطاني. ومنذ ذلك التاريخ، انهالت عليه العديد من الفرص للانخراط في العملية البرلمانية؛ وكانت البداية حينما عرض عليه روبرت أسكروفت الترشح في الانتخابات عن دائرة أولدهام كثاني مرشح عن حزب المحافظين. لكن موت أسكروفت المفاجئ أدى إلى إعادة الانتخابات الفرعية مرتين وكان تشرشل أحد المرشحين. وفي خضم التيار الوطني المناهض لحزب المحافظين؛ خسر تشرشل كلا المقعدين، ولكنه كان مبهورًا بحملته الانتخابية القوية.

### جنوب إفريقيا
حاول تشرشل إيجاد طرق أخرى يعزز بها مسيرته في العملية السياسية بعد فشله في انتخابات أولدهام. وفي أكتوبر 1899، اندلعت رحى حرب البوير الثانية بين الجيش البريطاني وجمهوريات البوير، وحينها عمل تشرشل مراسل حرب لجريدة «مورنينج بوست» براتب شهري 250 جنيه إسترليني. سافر تشرشل على السفينة ذاتها التي أقلت السيد ريدفيرز بولر -القائد البريطاني المُعين مؤخرًا. وبعد ذلك بأسابيع، رافق تشرشل بعثة كشفية على متن قطار مدرع، فاعتقل وسجن في معسكر لأسرى الحرب بمدينة بريتور (تحول فيما بعد لمدرسة ثانوية للبنات). أدت تصرفاته خلال الكمين الذي واجهه فريق الكشافة أثناء تواجدهم على القطار إلى التنبؤ بأن يحصل تشرشل على صليب فكتوريا -أرفع وسام عسكري بريطاني- لبسالته في مواجهة العدو، لكن تخليه عن منصبه العسكري حال دون ذلك؛ إذ أنه مواطن عادي. هرب تشرشل من معتقل الأسرى، وسافر ما يقرب 300 ميل (480 كم) إلى مابوتو الواقعة بخليج ديلاغوا، بمساعدة أحد مديري المناجم الإنجليز. جعل هذا الهروب من تشرشل بطلًا لبعض الوقت، وزاد من ذلك أن تشرشل قد عزم مرافقة جنود الجيش البريطاني بقيادة بولر في مهمتهم لرفع الحصار عن البريطانيين بمدينة ليديسميث وبريتوريا، وعدم الرجوع إلى بريطانيا. وعلى الرغم من كون تشرشل مراسلًا حربيًا، حصل على عمولة من فوج «الفرس السريع» البريطاني. كان تشرشل من بين أولى القوات البريطانية التي دخلت ليديسميث وبريتوريا. حقق تشرشل وابن عمه -دوق مارلبورو، نجاحًا عظم في أوجه أي نجاح حققته بقية القوات المشاركة في المهمة ببريتوريا، حيث جعلوا 52 من حراس المعتقل البويريين يستسلمون. وفي عام 1900، عاد تشرشل إلى إنجلترا على سفينة «آر إم إس دونوتار كاسل»، السفينة نفسها التي سافر على متنها قبل ثماني أشهر. وبعد عودته سالمًا إلى أرض الوطن، نشر تشرشل «لندن إلى لينديسميث»، بالإضافة إلى المجلد الثاني لكتابه عن تجار الحرب في بوير بعنوان «مسيرة إيان هاميلتون». وفي العام ذاته، ترشح تشرشل مرة أخرى في الانتخابات العامة بأولدهام، وفاز خلالها على نظيره المحافظ كريسب، في المنافسة على مقعدين. بعدها، جال تشرشل بريطانيا، يلقي خطاباته، تلتها جولات في كل من الولايات المتحدة، وكندا؛ فجنى من وراء ذلك ما يزيد عن 5.000 جنيه إسترليني.

### الخدمة الإقليمية والترقية

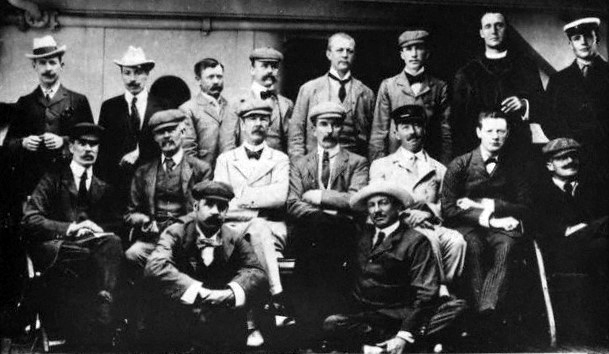
صورة العائدين من حرب البوير، وعلى الجانب الأيمن يجلس تشرشل، 1900.

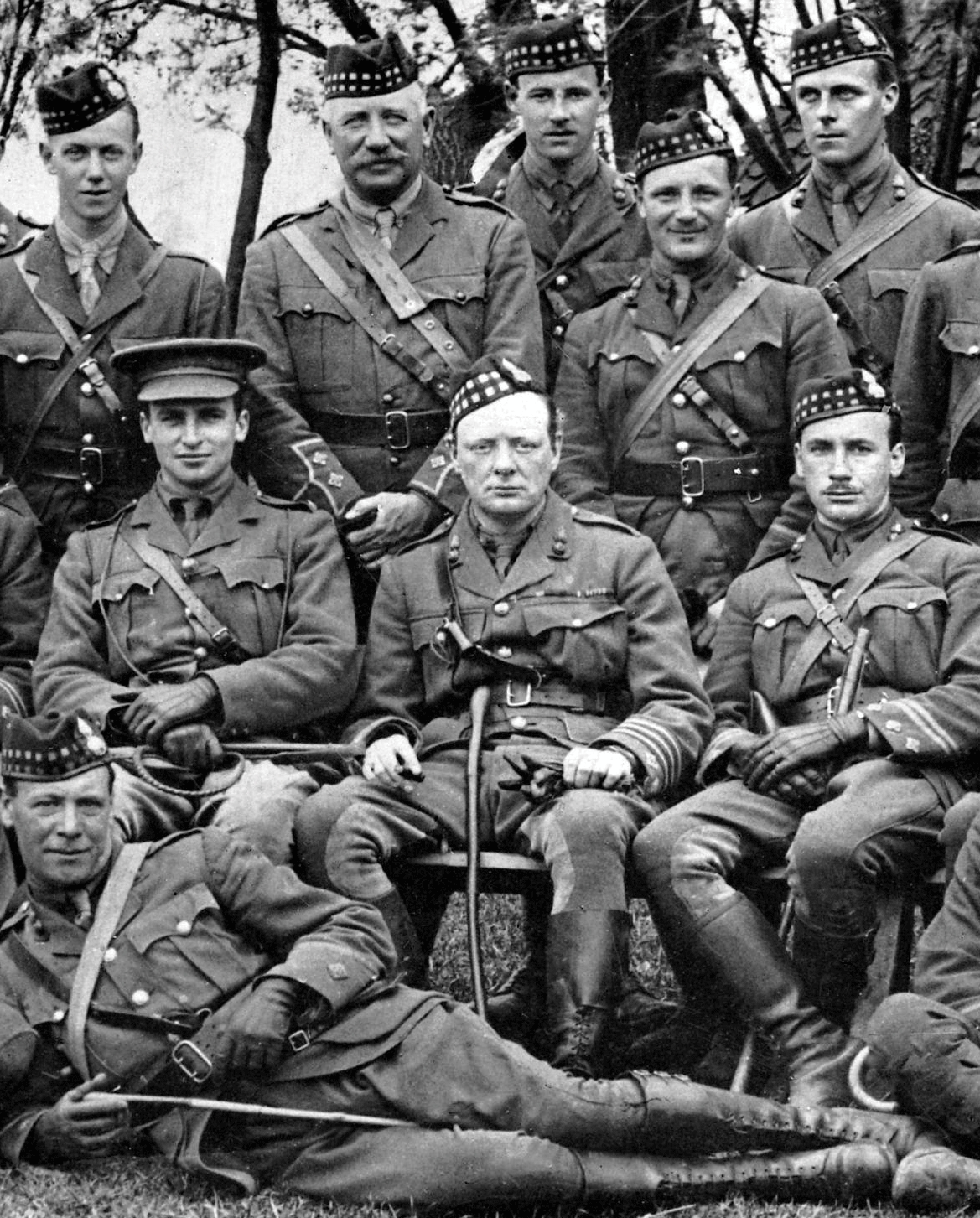
الكتيبة السادسة -غدارى الملكية الاسكتلندية كولدستريم، يتوسطهم القائد تشرشل

في عام 1900، ترك تشرشل عمله في الجيش النظامي، لينضم بعد ذلك إلى جماعة اليوامنة الإمبراطورية -صغار مالكي الأرض من الفرسان- عام 1902. وفي أعقاب ذلك حصل تشرشل على رتبة نقيب بسلاح فرسان الملكة أكسفوردشاير في الرابع من يناير عام 1902. وفي العام ذاته، صار تشرشل عضوًا في إحدى المنظمات الماسونية بستودهولم في لندن.
وفي أبريل عام 1905، رُقي تشرشل إلى رتبة رائد، وأسند إليه قيادة سرية الخيالة هينلي بسلاح فرسان الملكة أكسفوردشاير. وفي سبتمبر 1916، انتقل تشرشل إلى جيش الاحتياط، حيث ظل مقيدًا به حتى تقاعده عام 1942، في الخمسين من عمره.

### الجبهة الغربية
بعد استقالته، عاد تشرشل لعمله في الجيش مرة أخرى. حاول تشرشل الحصول على رتبة قائد لواء، لكنه أصبح قائد كتيبة. وبعد أن أمضى فترته رائدًا للكتيبة الثانية -الحرس رماة القنابل اليدوية، تمت ترقيته لرتبة مقدم، ليقود الكتيبة السادسة -غداري الملكية الاسكتلندية كولدستريم في 1 يناير 1916. كشفت مراسلات تشرشل لزوجته اللثام عن نيته من تولي الخدمة الفعلية، بإعادة الاعتبار لسمعته، في الوقت الذي يعرض فيه حياته للخطر. وكقائد، فقد اتسم تشرشل بالجرأة المصحوبة بتهور، والتي كانت سمة مميزة للأعمال العسكرية التي قام بها؛ في الوقت نفسه التي نُبذ بقوة فيه جراء أعمال القتل الجماعي التي قام بها في العديد من الجبهات الغربية. وخلال اجتماع للجمعية الملكية التاريخية عام 2001 حول أسباب وجود تشرشل بالجبهة الأمامية، صرح بيل ديديز قائلًا: «كان تشرشل بصحبة الحرس رماة القنابل اليدوية، في مقر كتيبتهم الجاف؛ حيث الشاي والحليب. لكن تشرشل ينجذب للكحول، المسموح به في الجبهة الأمامية، في الخنادق فقط. ومن هنا عرض على العقيد رغبته بالانضمام للجبهة الأمامية لمشاهدة الحرب عن كثب! وأشاد العقيد بذلك، معتقدًا أنه لشيء حسن». وبحلول نهاية تشرشل، سأله عضو في البرلمان بصفته رئيس وزراء سابق: «هل تود بعض الشاي؟»، فرد تشرشل ساخرًا: «بالطبع لا، لا تكن أبلهًا. أريد كأسًا كبيرًا من الويسكي!»

## مشواره السياسي حتى الحرب العالمية الثانية

### سنواته الأولى في البرلمان

تشرشل عام 1904

في عام 1900، خاض ونستون تشرشل المنافسة على مقعد الانتخابات العامة بمدينة أولدهام التي انتهت بفوزه؛ وقام بعد ذلك ببعض الجولات في جميع أنحاء بريطانيا والولايات المتحدة الأمريكية بغية إلقاء خطابات؛ فجنى من وراء ذلك 10.000 جنيه إسترليني (أي ما يقارب 940.000 من العملة نفسها في الوقت الحاضر). وفي البرلمان، وطد تشرشل علاقته بأحد فصائل حزب المحافظين بقيادة اللورد هيوسيسيل، الهيوليجانز. وبخلال أول جلسة يعقدها البرلمان، عارض تشرشل ما تقره الحكومة من نفقات عسكرية،  في حين اقترح جوزيف تشامبرلين زيادة التعريفة الجمركية، التي كان هدفها فرض الهيمنة الاقتصادية لبريطانيا. كان لما فعله تشرشل أسوأ الأثر؛ إذ أطاحت به حشود الناخبين في الانتخابات المقبلة بأولدهام، لكنه ظل ممثلهم حتى في تلك الانتخابات التي تخلوا عنه خلالها.
وبعد عطلة عيد العنصرة 1904، تحالف تشرشل مع الحزب الليبرالي وأصبح عضوًا فيه. وبصفته ليبراليًا، قام بحملة لدعم التجارة الحرة. وبعدما سيطر الحزب الليبرالي على زمام الأمور عام 1905، بتولي هنري كامبل بانرمان منصب رئيس الوزراء؛ صار تشرشل وكيلًا لوزارة شؤون المستعمرات، ليتعامل بشكل رئيسي مع جنوب أفريقيا بعد حرب البوير. وفي الفترة بين عامي 1903 و1905، كان تشرشل يبعث إلى اللورد راندولف تشرشل بسيرة والده التي تكونت من مجلدين ونشرت فيما بعد عام 1906، ولاقت استحسانا عارما.
وبعد إخفاق تشرشل في الانتخابات العامة التي تلت فوزه بأولدهام، دُعي تشرشل إلى خوض المنافسة عن دائرة شمال غرب مانشستر الانتخابية. وبالفعل، فاز تشرشل بمقعد في الانتخابات العامة عام 1906 بأغلبية بلغت 1.214 صوت ليصبح الممثل عن تلك الدائرة مدة عامين متتاليين. ولما أصبح هربرت هنري أسكويث رئيسًا للبرلمان خلفًا لبانرمان، رُقي تشرشل لمنصب رئيس مجلس التجارة.
وبموجب القانون في ذلك الوقت، كان لزامًا على الوزراء الخضوع لانتخابات فرعية مرة أخرى؛ فخسر تشرشل ولكنه سرعان ما عاد عضوًا بالبرلمان عن دائرة دندي الانتخابية. وبصفته رئيس مجلس التجارة، شارك تشرشل المستشار المُعين حديثًا لويد جورج معارضته اقتراح أمير البحرية البريطانية -ريجنالد ماكينا - بزيادة نفقات البحرية البريطانية ميزانية إنشاء البوارج البحرية من نوع مدرعة بحرية. ومن ناحية أخرى، شارك تشرشل لوين جورج دعمه الإصلاحات الليبرالية. وفي 1908، قدم تشرشل مشروع قانون لتطبيق حد أدنى للأجور لأول مرة في بريطانيا. وفي عام 1909، أُصدر قانون مكاتب التوظيف لمساعدة العاطلين في الحصول على وظيفة. كما ساعد في صياغة مسودة أول قانون لإعانات البطالة، قانون التأمين الوطني لعام 1911. كان تشرشل أحد مؤيدي تحسين النسل، ولذلك شارك في صياغة قانون «القصور العقلي» عام 1913، وعلى الرغم من تمرير هذا القانون، فقد رفضت أحد أساليبه، الخلاص من هؤلاء «المتخلفين عقليًا» من خلال التعقيم لإيداعهم في المؤسسات المتخصصة. والأكثر من ذلك، فقد ساعد تشرشل على تمرير «موازنة الشعب»،  تضمنت الميزانية فرض ضرائب على الأثرياء للعمل على إنشاء برامج رعاية اجتماعية جديدة. وبعد أن أصدر مجلس العموم قانون «الموازنة» عام 1909، اعترض عليه مجلس اللوردات البريطاني. وفي أعقاب تلك الفترة، فاز الليبراليون بمعركتين انتخابيتين في شهري يناير وديسمبر من العام 1910، فكان ذلك بمثابة التفويض أو الوصاية لتنفيذ ما يدعون إليه من إصلاحات. تم تمرير قانون الموازنة بعد الانتخابات الأولى؛ وفي الانتخابات التي تلتها تم تمرير ما ناضل تشرشل من أجله، قانون «البرلمان» -قانون يحكم جزئيًا العلاقة بين مجلس العموم ومجلس اللوردات ببريطانيا. وعام 1910، رُقي تشرشل لمنصب وزير الداخلية؛ فما لبث أن أصبح ذلك محط جدال بعد تعامله مع «حصار سيدني» المعروف بمعركة «ستيبني»؛ وأيضًا رد فعله حيال «أعمال شغب توني باندي» بين عمال المناجم والشرطة، وكذلك تجاه المناضلات في سبيل منح المرأة حق الاقتراع.

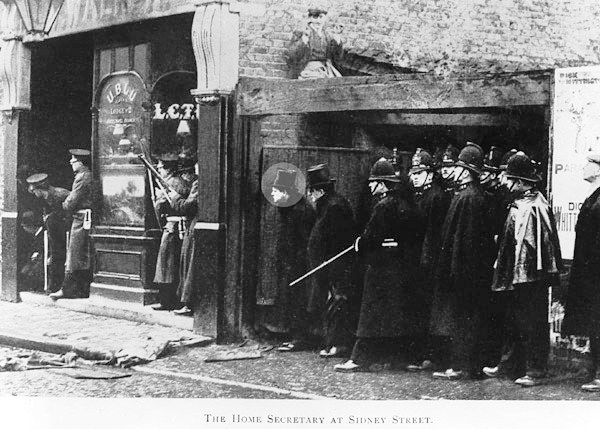
تشرشل أثناء تواجده بشارع سيدني أثناء حصاره

بدأت أعمال شغب «توني باندي» عام 1910، عندما قام عدد من العاملين بمناجم الفحم في وادي رونذا بالاشتباك مع الشرطة. أصدر قائد الشرطة غلامورغان أوامره بإرسال قوات لمساعدة الشرطة في كبح جماح أعمال الشغب تلك. علم تشرشل أمر السماح للجنود بالتحرك، فسمح لهم بالوصول إلى بلدة سويندون وكاريف -عاصمة مقاطعة ويلز، غير أنه منع نشر القوات. وفي التاسع من نوفمبر، أدانت صحيفة «التايمز» هذا القرار. وعلى الرغم من ذلك، انتشرت شائعة لفترة طويلة من الوقت، تزعم أن تشرشل قد أمر القوات بالهجوم فخسر سمعته التي رسخها في ويلز وأوساط حزب العمل، والتي لم يستردها أبدًا. وفي أوائل يناير 1911، قام تشرشل بزيارة مثيرة للجدل إلى شارع سيدني المحاصر في لندن، فثارت حوله الشكوك بأن زيارته كانت لقيادة العمليات العسكرية؛ وقوبلت تلك الزيارة بالكثير من الانتقادات. وبعد التحقيق في هذه الزيارة، علق آرثر بلفور أن "كلًا من تشرشل ومصور آخر كانا يخاطران بحياتيهما الثمينة. أعلم ما كان يقوم به المصور، لكن ماذا كان يفعل تشرشل الشريف هناك؟". وخمن كاتب سيرة يدعى روي جينكيز بأن السبب وراء ذهاب تشرشل كان ببساطة أنه "لم يستطع أن يقاوم مشاهدة المتعة بنفسه"، وأنه لم يصدر أوامر قط. وقال آخر أن الشرطة كانت تستعمل "مرتزقة -فوضوي مدينة لاتفيا للقتل، لكن تشرشل استعان بالحرس الاسكتلندي الموجودين بقصر وقلعة صاحبة الجلالة (برج لندن) وقام هو بتنفيذ العمليات العسكرية. أضرمت القوات النيران في المنازل، ومنع رجال الإطفاء من بلوغها ومن ثم احترق كل ما بداخلها من الرجال حتى الموت. اقترح تشرشل استفتاءً في حق المرأة للاقتراع، لكنه لم يجد تأييدًا من هربرت هنري أسكويث، وظلت مسألة حق المرأة في الاقتراع دون حل إلى ما بعد الحرب العالمية الأولى.

### أمير البحرية البريطانية

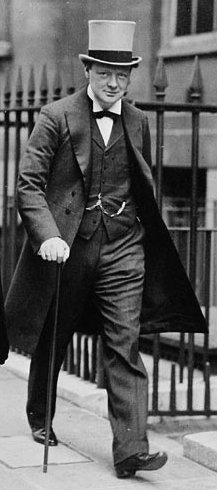
ونستون، أمير البحرية البريطانية

وفي عام 1911، تقلد تشرشل منصب أمير البحرية البريطانية، ذلك المنصب الذي شغله إبان الحرب العالمية الأولى. ومن منصبه ذاك، ساهم بالعديد من الإصلاحات، بما في ذلك تطوير الطيران البحري (حتى أنه ألقى دروسًا في الطيران بنفسه) وبناء سفن حربية جديدة وأكبر عن تلك القديمة. والأكثر من ذلك، طور تشرشل منظومة الدبابات، وحول الاعتماد على الفحم في البحرية الملكية إلى الاعتماد على النفط كبديل.
في أكتوبر عام 1911، شغل تشرشل منصب أمير البحرية البريطانية. وأثناء خدمته في هذا المنصب، ركز تشرشل بشدة على التجديد؛ فأيد بشدة استخدام الطائرات في القتال، وأطلق برنامجًا للاستعاضة عن استخدام طاقة الفحم واستخدام النفط بديلًا عنه. وعندما تسلم منصبه، اُستخدم النفط في الغواصات والمدمرات، لكن أغلب السفن كانت لا تزال تعمل بالفحم، بالرغم من رش النفط على الفحم. بدأ تشرشل بتنفيذ برنامجه بإصدار أوامره بتزويد كل السفن الحربية الجديدة بمحركات تعمل بالنفط تابعة للبحرية الملكية؛ كما أنشأ لجنة ملكية برئاسة الأدميرال السير جون فيشر، التي أكدت على أهمية الفوائد العديدة من استخدام الزيت بديلًا للفحم من خلال ثلاثة تقارير سرية. بالإضافة إلى ذلك، رأت اللجنة أن هناك وفرة في إمدادات النفط، لكنها أوصت بتخزين الاحتياطي النفطي في حال نشوب حرب. سافر وفد من تلك اللجنة إلى الخليج العربي، وبتوصية من تشرشل، قامت الحكومة في النهاية باستثمارات في شركة النفط الأنجلو-إيرانية، واشترت معظم أسهمها، وقامت بمفاوضات سرية بشأن إمدادهم بالنفط (حق انتفاع) لمدة عشرين عامًا. ظل تشرشل في منصبه أميرًا للبحرية البريطانية إبان الحرب العالمية الأولى. وعندما تشكلت حكومة ائتلافية في مايو عام 1915، تم تنحية تشرشل عن منصبه بالبحرية البريطانية لقراره الكارثي بخوض معركة غاليبولي؛ وظل في منصب مستشار دوقية لانكستر الوزاري لمدة ستة أشهر حتى تقرر إجلاء القوات البريطانية من شبه جزيرة غاليبولي.

### الحرب العالمية والتحالف بعدها
في أكتوبر عام 1914، سافر تشرشل إلى مدينة أنتويرب، التي أزمعت الحكومة البلجيكية إخلاءها وتسليمها. وكان بأنتويرب لواء مشاة تابع لمشاة البحرية الملكية، فقوى تشرشل من عزمه كما فعل مع اللواء الأول والثاني الموجودين بالمدينة. وفي ال10 من أكتوبر، اُحتلت أنتويرب وقُتل ما يقارب 2500 جندي. وفي تلك الآونة، اُتهم تشرشل بإهدار الموارد (البشرية) للجيش البريطاني. والجدير بالذكر، أن ما أنجزه تشرشل لم يكن إلا أنه أطال أمد المقاومة لأسبوع، بعدما اقترحت بلجيكا تسليم المدينة في اليوم الثالث من أكتوبر؛ بالإضافة فقد أنقذ مدينة كاليه وبلدية دونكيرك.
اهتم تشرشل كثيرًا بتطوير سلاح الدبابة، وذلك لأن صناديق البحوث البحرية تموله. ومن ناحية أخرى، ترأس تشرشل منظمة «مركبات اليابسة»، ليصبح المسؤول الأول عن إنشاء أول سلاح للدبابات. كما سُمِّيت باسمه دبابة تشرشل.
وعلى الرغم من أن مساهمته في تطوير الدبابات القتالية لعقد من الزمان يُعد نصرًا تكتيكيًا، كان يُعد أيضًا اختلاسًا للأموال (النفقات). وفي 1915، كان تشرشل أحد المهندسين السياسيين والعسكريين الذين ساهموا في كارثة موقعة غاليبولي بمحاولتهم التوغل في مضيق الدردنيل. والجدير بالذكر، أن أغلب اللوم قد وقع على تشرشل. وعليه، فعندما شرع رئيس الوزراء أسكويث في تشكيل حكومة ائتلافية تضم جميع الأحزاب، طالب حزب المحافظين عزله من رتبته لإخفاقه الذريع في هذه الكارثة.

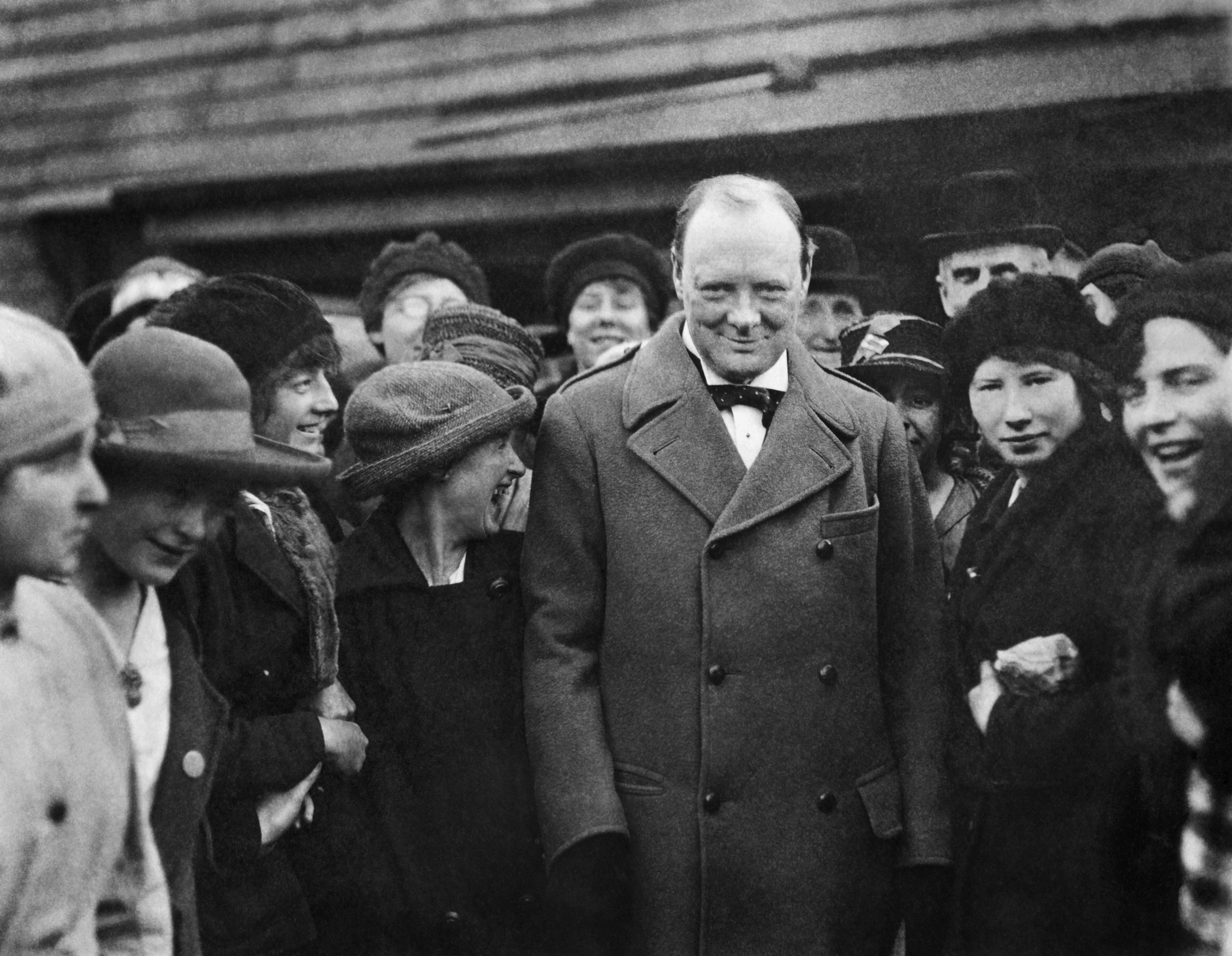
وزير الذخائر تشرشل مع العاملات بالتعبئة بجورج تاون القريبة من غلاسكو، 9 أكتوبر عام 1918

ولشهور عدة، شغل تشرشل الوظيفة العاطلة، مستشارًا لدوقية لانكستر. وحينها، استقال تشرشل من منصبه في 15 نوفمبر عام 1915، لشعوره بانعدام القيمة، وأن طاقته لا تُوظف على الوجه المطلوب. وعلى الرغم من كونه عضوًا بالبرلمان، حصل تشرشل بشكل مؤقت على رتبة مُقدم في الجيش عام 1916 في اليوم الخامس من يناير. وعليه، خدم تشرشل لأشهر على الجبهة الغربية، قائدًا للكتيبة السادسة من غداري الملكية الاسكتلندية. وخلال خدمته على الجبهة الغربية، قام تشرشل بنفسه ب36 غارة على المناطق المُحرمة -منطقة يتنازع عليها طرفان ولا يحتلها أحدهم بسبب الخوف أو الشك؛ فأصبحت جبهته بذلك أحد أنشط الجبهات في قطاع «بوليج ستريت»، بالجبهة نفسها. وفي مارس 1916، عاد تشرشل إلى إنجلترا بعدما انتابه شعور بالقلق حيال وجوده بفرنسا، وود لو عاد مرة أخرى لعمله بمجلس العموم. كان لتشرشل العديد من المنتقدين، من بينهم رئيس الوزراء ديفيد لويد جورج، الذي انتقده بشدة قائلًا: "ستكتشف يومًا أن ما يجول بخاطرك وما توحي به أسطر رسائلك هو ما جعلك تخسر ثقة الآخرين؛ وحتى لو أثارت تلك الأسطر إعجاب الكثيرين، فإن مصالحك الشخصية قد علت على المصالح الوطنية. وفي يوليو 1917، عُين تشرشل وزيرًا للذخائر -للإشراف على الذخائر وتنسيقها وإنتاجها وتوزيعها، لصالح المجهود الحربي خلال الحرب العالمية الأولى. وفي يناير 1919، عُين تشرشل وزير الدولة لشؤون الحرب، ووزيرًا للطيران. والجدير بالذكر أن تشرشل هو من وضع خطة "العشر سنوات"، التي ألزمت وزارة المالية بالإشراف والسيطرة على السياسات الخارجية والاستراتيجية، والخارجية والمالية؛ وذلك على افتراض أن الإمبراطورية البريطانية لن تشارك في أية حروب خلال العشرة سنوات التالية.
كان موضع اهتمام تشرشل في وظيفته بالوزارة هو مسألة تدخل الحلفاء في الحرب الأهلية الروسية. ومن الجدير ذكره أن تشرشل كان أحد أشد المنادين ب«التدخل الأجنبي»، وعزا ذلك إلى ضرورة «القضاء على البلشفية في مهدها». وفي عام 1920، بعد انسحاب القوات البريطانية من مستعمراتها، كان دور تشرشل فعالًا في نقل الأسلحة إلى البولنديين عند غزوهم لأوكرانيا؛ وكان له مساهمة عظيمة في جعل القوات العسكرية الأيرلندية (Black and Tans and Auxiliaries) تنخرط في الحرب الأنجلو-أيرلندية. وفي عام 1921، شغل تشرشل منصب وزير الدولة لشؤون المستعمرات، فكان أحد الموقعين على المعاهدة الأنجلو-أيرلندية، التي أنشأت الدولة الأيرلندية المستقلة. قام تشرشل بمفاوضات طويلة حول المعاهدة بما يخدم المصالح البحرية، وأضاف جزءًا للاتفاقية يفيد الإبقاء على ثلاثة موانئ هم: كوينز تاون بمدينة كوف الأيرلندية، وبيري هافن، ولاف سويلي، الذين استخدموا فيما بعد كقواعد تابعة للبحرية الملكية البريطانية في المحيط الأطلسي. وفي 1938، بموجب ما نصت عليه اتفاقية تشامبرلاين بين بريطانيا وأيرلندا، استعادت الدولة الأيرلندية تلك القواعد البحرية. وفي عام 1919، فرض تشرشل عقوبات على استخدام الغاز المُسَيل للدموع ضد القبائل الكردية في العراق. ونقيضًا لذلك، لم يُعِر انتباهًا إلى استخدام بريطانيا الغازات السامة غير القاتلة في إخماد التمرد الكردي. وفي 1931، عمل تشرشل مستشارًا بأجر لشركة «بي بي» البريطانية للنفط، بهدف الضغط على الحكومة البريطانية للسماح ببورما الحصول على امتيازات بما يخولها صفة التمتع بموارد إيران من البترول، وبالفعل مرت بنجاح.

### الانضمام مجددًا لحزب المحافظين

شعار مذهب المحافظة

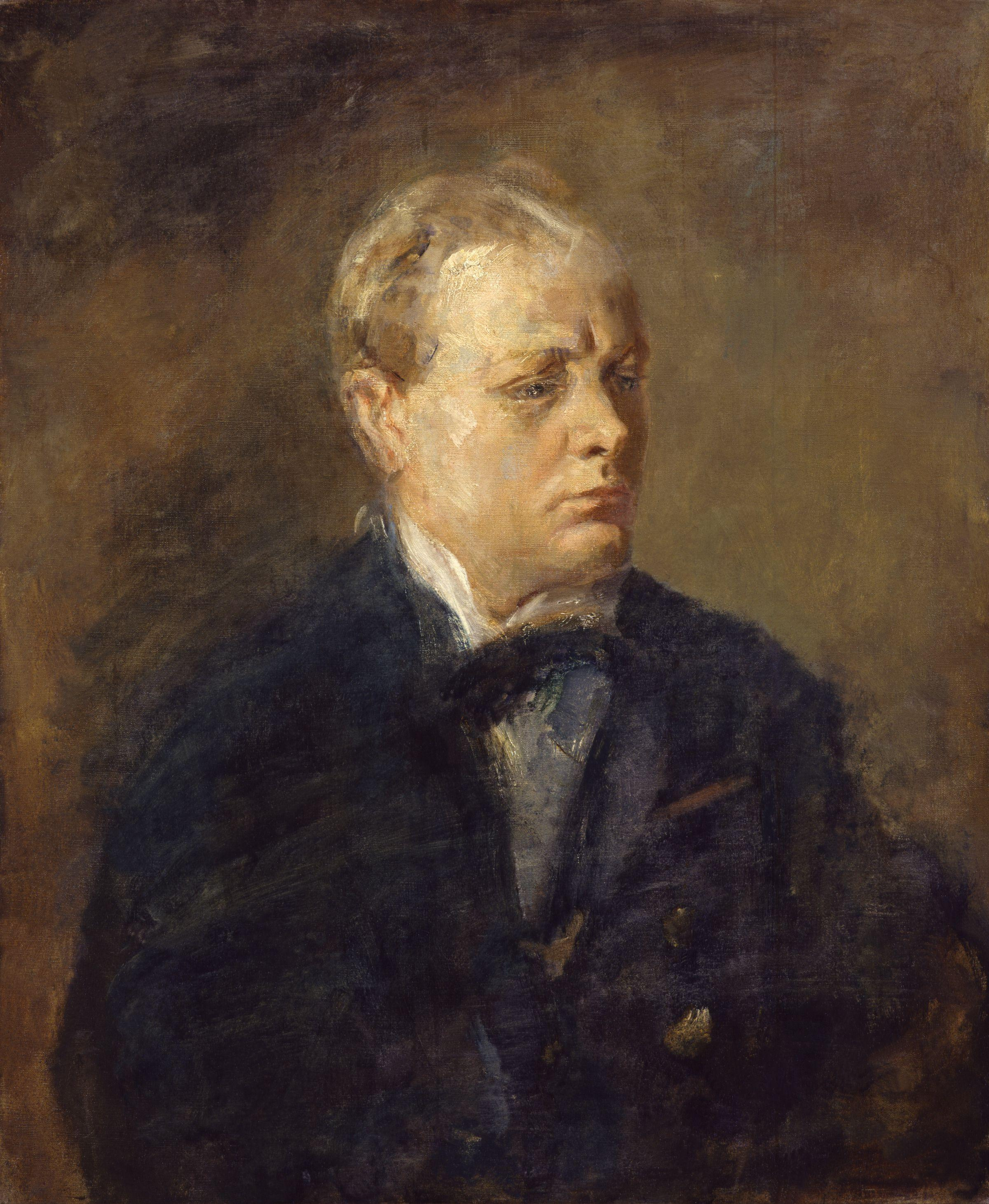
رسمة لتشرشل بريشة أمبروز ماك إيفوي

وفي سبتمبر، انسحب حزب المحافظين من الحكومة الائتلافية، في أعقاب اجتماع حضره أعضاء مجلس النواب الساخط ين على طريقة التعامل مع أزمة تشاناك. عجل ذلك الانسحاب من اقتراب الانتخابات العامة في أكتوبر 1922. مرض تشرشل أثناء حملته الانتخابية، وكان عليه الخضوع لإجراء عملية استئصال الزائدة الدودية؛ وهو ما صعّب من فوزه كثيرًا، وزاد من الطين بلة حالة الانقسام الداخلي التي عصفت الحزب الليبرالي آنذاك؛ فجاء تشرشل الرابع بين مرشحيه في الدائرة دندي لصالح مرشح حزب «الخطر» الاسكتلندي، إدوين سكريمجور. وفي وقت لاحق، صرح تشرشل ساخرًا: «تركت دندي بلا منصب، وبلا مقعد، وبلا حزب، وبلا زائدة دودية!»
ترشح تشرشل عن الحزب الليبرالي في الانتخابات العامة عام 1923، فخسر في لستر. لكن بعد ذلك، خاض تشرشل المنافسة مرشحًا مستقلًا، لكنه خسر في بادئ الأمر بالانتخابات الفرعية بدائرة «ويستمنستر آبي»، وحالفه الحظ ففاز بمقعد بدائرة إيبينغ عام 1924. وفي العام التالي، عاد تشرشل لينضم رسميًا -مرة أخرى- إلى حزب المحافظين، معلقًا على ذلك بمرارة قائلًا: «يستطيع أي شخص الخيانة للمرة الأولى، لكن خيانته للمرة الثانية تلزمها براعة فائقة».
عُين تشرشل وزيرًا للمالية عام 1924، تحت رئاسة رئيس الوزراء ستانلي بلدوين. أشرف تشرشل على عودة بريطانيا الكارثية إلى النظام المالي، الغطاء الذهبي -استعمال الذهب قاعدةً لتحديد قيمة العملة؛ فتسبب ذلك بانكماش اقتصادي، وبطالة، وإضراب عمال المناجم ثم الإضراب العام سنة 1929. أعلن تشرشل ذلك القرار مع إعلان موازنة عام 1924، وجاء القرار بعد مشاورات مستفيضة مع خبراء اقتصاد عدة منهم: جون مينارد كينز -السكرتير الدائم لوزارة المالية؛ والسيد أوتو نيمير؛ وكذلك شملت المفاوضات مجلس إدارة بنك إنجلترا -البنك المركزي في المملكة المتحدة. دفع هذا القرار كينز ليكتب: «العواقب الاقتصادية لقرار السيد تشرشل»، قائلًا بأن العودة إلى غطاء الذهب، الذي كان سائدًا قبل الحرب العالمية الأولى، مرة أخرى عام 1925 (ا جنيه إسترليني = 4.86 دولار)، من شأنه أن يؤدي إلى كساد عالمي. وعلى الرغم من معارضة اللورد بيفربروك واتحاد الصناعات البريطانية، فإن القرار حضي بتأييد شعبي عارم وكان يُعد بالقرار «الصائب اقتصاديًا». وفيما بعد، نظر تشرشل إلى هذا القرار على أنه أفدح خطأ قام به في حياته. وخلال مناقشات جرت في تلك الآونة مع المستشار ريجنالند ماكينا، أقر تشرشل بأن العودة للغطاء الذهبي وما نتج عنه من سياسة «المال العزيز»، كان سيئا اقتصاديًا.
وفي تلك المناقشات، أبقى تشرشل على تلك السياسة ووصفها بالسياسية جوهريًا؛ إذ كان يعتقد بأنها رجوع إلى ظروف ما قبل الحرب. وفي كلمته حول مشروع قانون العودة للغطاء الذهبي، علق قائلًا: «سأخبركم بما سيقيدنا به الرجوع لمعيار الذهب، سيقيدنا بالواقع». ويعزى كساد الصناعات إلى العودة إلى سعر الصرف لما قبل الحرب وإلى سياسة الرجوع إلى معيار الذهب. والأدهى من ذلك، فقد تضررت صناعة الفحم بصورة غير مسبوقة، في الوقت التي تعاني فيه بريطانيا فعلًا من انخفاض الإنتاج بسبب استخدام النفط بديلًا للفحم. ولأن الصناعات البريطانية الأساسية مثل القطن وضِعت تحت مزيد من المنافسة في أسواق التصدير؛ فإن الرجوع لسعر الصرف النقد السائد قبل الحرب تسبب في رفع سعر هذه الصناعة لما يقدر بـ10%.
وفي شهر يوليو 1925، انحازت لجنة تحقيق لصالح العاملين في المناجم بديلًا عن أصحابها. وبمساعدة تشرشل، اقترح بلدوين تقديم دعم حكومي لتلك الصناعات إلى أن تُعد الهيئة الملكية تقريرًا آخر. ولما لم تساهم تلك اللجنة بأية حلول لمشكلة عمال المناجم؛ حدث الإضراب العام 1926 نتيجة الذي قام به هؤلاء العاملون بالمناجم.
وذكرت أنباء في تلك الآونة أن تشرشل اقترح استخدام المدافع الرشاشة ضد عمال المناجم المضربين. ومن ذلك ما نقلته صحيفة «الجازيت» البريطانية على لسان تشرشل قائلًا: «إما أن تقصم الدولة ظهر الإضراب، أو يقصمها الإضراب»، متعللًا أن فاشية بينيتو موسوليني قد «قدمت خدمة بالعالم أجمع، وخلقت وسيلة لمحاربة القوى التخريبية». ومن هنا، اعتقد تشرشل بأن النظام هو الحصن المنيع ضد التهديد المُحتمل من الثورة الشيوعية.
وفي وقت من الأوقات، ذهب الأمر إلى حد دعوة تشرشل لموسوليني بأنه: «سليل عباقرة الروم، وأعظم صاحب قانون في البشرية». ومرت السنوات، لينتقد الاقتصاديون الذين عارضوا الإجراءات التي اتخذها تشرشل بالنسبة للميزانية؛ فرأى هؤلاء أن تلك الإجراءات لم تكن إلا لخدمة أصحاب رؤوس الأموال أو الفئات التي تتقاضى الرواتب -المتيسرين ماليًا-، وهي الفئة التي ينتمي إليها تشرشل وأعوانه عمومًا؛ ورأوا أن ذلك كان على حساب المنتجين والمصدرين، الذين عانوا من الواردات ومن المنافسة في أسواق التصدير التقليدية، ورجحوا أن ذلك يعود إلى ضعف القوات المسلحة بشكل جد كبير.

## عزلة سياسية
لاقت حكومة المحافظين الهزيمة في الانتخابات العامة 1929. ولم يحاول تشرشل خوض الانتخابات لصالح لجنة الأعمال لحزب المحافظين، القيادة الرسمية المكونة من أعضاء البرلمان المحافظين. وعلى مدى العامين التاليين، سعى تشرشل إلى الانفصال عن قيادة حزب المحافظين تدريجيًا، بسبب الخلاف آنذاك حول التعريفات الجمركية الحمائية (للحماية)، ومعارضته لحركة الاستقلال الهندية، وصداقته مع «ملوك الصحافة»، وممولين، وأشخاص ثارت حولهم العديد من الشبهات والشكوك. وعندما شكل رامسي ماكدونالد الحكومة الوطنية عام 1931، لم يدعو رامسي تشرشل للانضمام إلى حكومته الجديدة. وفي تلك الآونة، كان تشرشل يعيش أسوأ مرحلة في عمره، التي أطلق عليها «سنوات البرية».
وخلال السنوات القليلة التي تلت، قضى تشرشل معظم وقته يكتب؛ فشملت كتاباته أعمال مالبورو «حياته وعصره»، سيرة سلفه جون تشرشل، الدوق الأول لمالبورو، وكتاب آخر أسماه «تاريخ الشعوب الناطقة بالإنجليزية». والجدير بالذكر أن الأخير لم ينشره تشرشل إلا بعد الحرب العالمية الثانية. كما كتب تشرشل «عظماء معاصرون»، وغيرها من المقالات المنشورة بالصحف والكثير من الخطب مما جعله الكاتب الأعلى أجرًا في تلك الأثناء. وفي كتابه عن الانتخابات الرومانية عام 1930، الذي نشره بعنوان «الأزمة الاقتصادية والحكومة البرلمانية»، والذي أُعيد نشره عام 1932 في سلسلة من المقالات بعنوان "أفكار ومغامرات"، دعا تشرشل إلى التخلي عن حق الاقتراع العام، واستعادة حق الامتلاك، والتمثيل النسبي للمدن الرئيسة، و«برلمان فرعي» اقتصادي.

### استقلال الهند

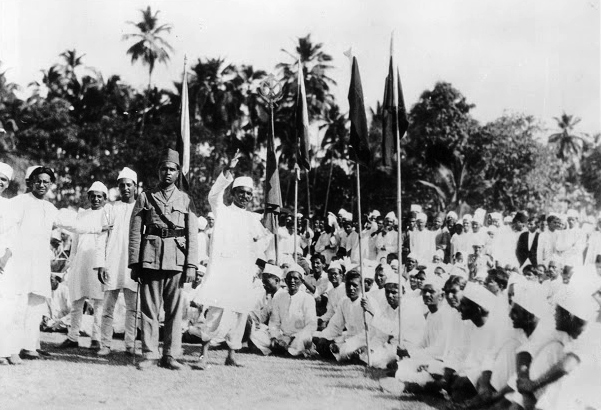
مظاهرات تطالب باستقلال الهند عن بريطانيا، 1930

عارض تشرشل عصيان غاندي السلمي والحركة الهندية للاستقلال في ثلاثينيات القرن العشرين، متذرعًا بالنتائج غير المجدية التي أفضى بها مؤتمر الدائرة المستديرة. وأفادت التقارير لاحقًا أن تشرشل قد فضل ترك غاندي يموت إذا أضرب عن الطعام. وخلال النصف الأول من ثلاثينيات القرن ذاته، عارض تشرشل صراحة منح الهند استقلالها (حالة الدومنيون). كان تشرشل هو مؤسس «رابطة الدفاع الهندية»، مجموعة مُكرسة للحفاظ على تبعية الهند للسيادة البريطانية. وكان تشرشل يكره أي عدول عن تلك المسألة. وفي عام 1930، أعلن تشرشل: "الواقع أن أفكار ومبادئ غاندي وما يمثلها من أشياء أخرى، سيلاقي التصدي والهلاك". وفي تلك الأثناء، تنبأ تشرشل في مقالاته الصحفية وخطاباته بانتشار البطالة في بريطانيا، وبحرب أهلية في الهند تطالب بالاستقلال. وفي أوائل عام 1931، أعلن نائب الملك في مؤتمر المائدة المستديرة، اللورد إروين -الذي عينته حكومة المحافظين السابقة- ضرورة منح الهند استقلالها. وفي هذا الصدد كانت الحكومة تدعم الحزب الليبرالي، وكان يدعمه أيضًا –على الأقل بشكل رسمي، حزب المحافظين. وقد ندد تشرشل بهذا المؤتمر. وفي اجتماع لجمعية المحافظين الغربيين إيسيكس –عُقد خصيصًا ليحدد تشرشل موقفه، قال: «إنه لمن المُقلق، والداعي للاشمئزاز، أن نرى السيد غاندي، محام المعبد الأوسط المُحرض على الفتنة، يعارض بصفته الفقير، نمطًا من الأشخاص معروف للغاية في منطقة الشرق، ويسير شبه عار ويصعد الدرج ليصل إلى قصر نائب الملك للتشاور والتباحث على قدم المساواة مع ممثل إمبراطورية الملك». ودعا قادة المؤتمر الوطني الهندي –حزب سياسي بالهند، «البراهمة الذين تكلموا وثرثروا بمبادئ الليبرالية الغربية». لكن حادثتين قد أودتا بسمعة تشرشل إلى حد كبير داخل حزب المحافظين. وكانت تُعد بمثابة هجمات تستهدف الحزب نفسه. كانت الحادثة الأولى تتمثل في خطاب تشرشل عشية انتخابات سانت جورج الفرعية التي جرت في أبريل 1931؛ عندما كان ينافس أحد المحافظين المستقلين؛ المرشح الرسمي عن حزب المحافظين –داف كوبر، على مقعد يحصل على أغلبية الأصوات. والجدير بالذكر أن اللورد روثر مير واللورد بيفر بروك، قد أيدا هذا المرشح المستقل؛ ومن ناحية أخرى، أيدته الصحف الخاصة على حد سواء. وما زاد الأمر سوءًا هو تأييد تشرشل لهذا المرشح، ونظر إليها كجزء من حملته الصحفية المناهضة لبلدوين. لكن ما زاد من نفوذ بلدوين وموقفه، كان فوز داف كوبر، وانتهاء حملة العصيان المدني في الهند بتوقيع غاندي على اتفاقية «غاندي-إيروين». والأمر الآخر يتلخص في ادعاء تشرشل بأن السيد صمويل هور واللورد إدوارد ستانلي قد مارسوا ضغطًا على الغرفة التجارية بمانشستر لتغيير الأدلة التي حصلت عليها لجنة الاختيار المشتركة فيما يخص مشروع قانون حكومة الهند؛ وبذلك يثبت انتهاكها الشرف البرلماني. حول تشرشل المسألة إلى مجلس العموم الذي أقر، حتى بعد تقديم تشرشل لأدلة، بأنه لم يكن هناك أية تجاوزات. وقد تمت مناقشة التقرير في 13 يونيو، ولم يؤيد تشرشل أي من الحاضرين في المجلس؛ وانتهى النقاش ببساطة.

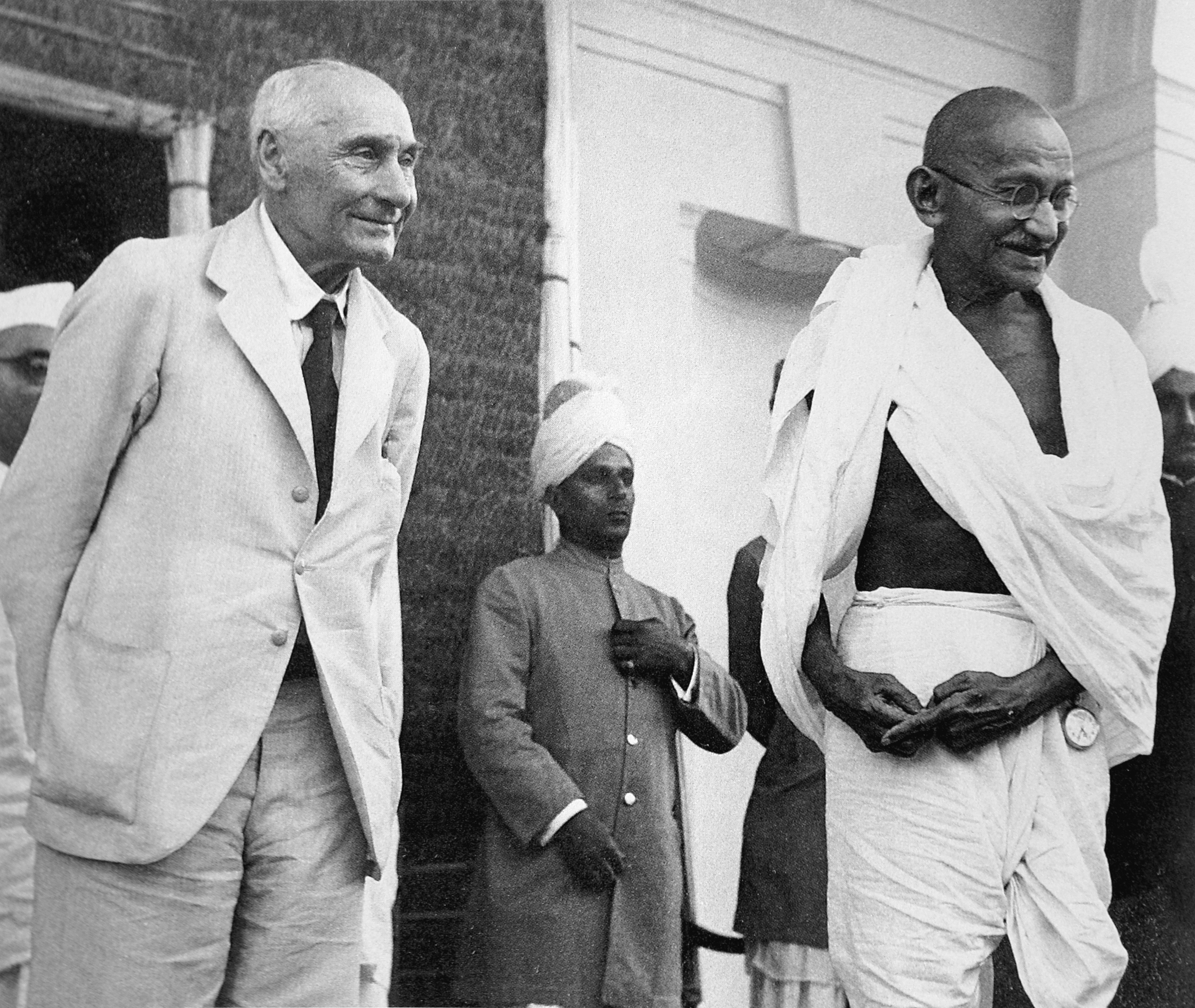
صورة تجمع بين غاندي ووزير الخارجية البريطاني اللورد بيثيك لورانس، 18 أبريل عام 1946

كان تشرشل في حالة صدام دائم مع رئيس الوزراء –ستانلي بلدوين- خاصة حيال مسألة استقلال الهند؛ لذا تخلى تشرشل عن منصبه، ولم يتول أية مناصب في ظل حكومة بلدوين فيما بعد. وقد رأى بعض المؤرخين أن جذور موقف تشرشل من استقلال الهند كان واضحًا للغاية في كتابه «طفولتي» (1930). وقد أطلق المؤرخون على موقف آخر لتشرشل المثير للجدل حِيال المسألة الهندية اسم «النهج القومي» الهندي تجاه مجاعة البنغال عام 1943، حيث اُتهمت حكومة تشرشل بارتكاب جريمة أثناء الحرب العالمية الثانية راح ضحيتها ما يصل 4 ملايين شخص. وفي نفس الوقت أشار البعض إلى نظام التسويق المضطرب، وسوء الإدارة على مستوى المقاطعات؛  مثلما كتب آرثر هيرمان في مؤلفه "تشرشل وغاندي"، هو «السبب الحقيقي وراء سقوط بورما في أيدي اليابانيين؛ وهو ما قطع مصدر الهند الأساسي لإمدادات الأرز عندما عجزت المصادر المحلية عن سد العجز، فتبعه معارضة تشرشل نقل الإمدادات الغذائية إلى الهند لسد العجز أثناء الحرب». وفي نداء لوزير خارجية الهند العاجل –ليو عامري- ونائب الملك في الهند –ويفل؛ للإفراج عن مخزن الأرز لسد العجز بالهند، بعث تشرشل ببرقية لويفل كتب فيها إذا كان الطعام قليلًا، «فلماذا لم يمت غاندي بعد!»  وفي يونيو 1940، سعد تشرشل كثيرًا بالتقارير الواردة عن الصراع الناشئ بين اتحاد المسلمين وحزب المؤتمر الوطني الهندي، متمنيًا صراعًا مريرًا ودمويًا.

### إعادة التسليح الألماني والصراع في أوروبا وآسيا وإفريقيا

شعار النازية

منذ بداية عام 1932، عارض تشرشل أولئك المناصرين للتكافؤ العسكري الألماني لدولة مثل فرنسا؛ ومن ثم تحدث مرارًا وتكرارًا عن خطر إعادة التسليح الألماني،  ولاحقًا صور تشرشل في كتابه «العاصفة الغاضبة» ذاته بأنه الصوت الوحيد الذي طالما دعى إلى تعزيز قوة بريطانيا في مواجهة الخطر الألماني. لكن الجدير بالذكر أن أول من أشار إلى تلك المسألة كان اللورد جورج لويد.
وفي عام 1932، قبل تشرشل رئاسة منظمة الكومنولث الجديدة –منظمة تهدف لنزع السلاح وحفظ السلم العالمي. وفي عام 1937، وصفها تشرشل قائلًا: «واحدة من المنظمات السلمية القليلة التي تدعو لاستخدام القوة بل وأقصاها إذا دعت الضرورة والإمكان لإنفاذ القانون الدولي العام». لكن آنذاك كان موقف تشرشل من الحكام الفاشيين غامضا لأقصى الحدود؛ فبعد هزيمة ألمانيا في الحرب العالمية الأولى، ظهر خطر جديد يهدد الوعي السياسي عقب انتشار الشيوعية. وفي الرابع من فبراير من العام 1920، كتب تشرشل مقالًا صحفيًا حذر فيه من خطر البلاشفة على السلام العالمي، وهي الجماعة التي تشكل الجناح اليساري لأنصار لينين. كتب عنها تشرشل كثيرًا ووصفها بأنها «ليست حركة جديدة، بل أنها مؤامرة هدفها إسقاط الحضارات وإعادة تشكيل مجتمع جديد يقوم على أساس من التنمية المحدودة يحدها إطار من المحاسدة والضغينة، مما يجعل وجود المساواة شيئًا مستحيلًا، وذلك على نطاق عالمي.»  وفي 1931، حذر تشرشل من عصبة الأمم المعارضة لليابانيين في منشور قائلًا: "آمل بأننا سنحاول في إنجلترا إدراك مكانة اليابان، كدولة لها تاريخ... فمن ناحية، تهددهم روسيا السوفييتية، ومن أخرى تعاني أربع أو خمس محافظات من إسبانيا بوصفها جبهة للشيوعية؛ وغيره من جيش فرانسيسكو فرانكو كمعارف للخطر الأحمر (الشيوعية) "Anti-red movement".
وعلى صعيد آخر، أعلن تشرشل تأييده لاتفاقية هور-لافال، وظل حتى عام 1937 يهذى إعجابا بموسوليني. وفي خطابه بمجلس العموم عام 1937، قال تشرشل: "لن أقر بأنني لو خُيرت بين الشيوعية والنازية، أنني سأختار الأول". وفي 1935، نشر تشرشل مقالًا بعنوان "هتلر واختياره" في كتابه "معاصرون عظماء"، أظهر تشرشل أمله بأنه إذا كان قد أُجبر هتلر على اختيار الدكتاتورية والكراهية والعنف كطريق للسلطة، أن يذكره التاريخ كرجل أعاد الشرف والطمأنينة لشعبه، وأعاد إليه سكينته وأمنه؛ مما جعله شعبًا صالحًا، مفيدًا، وقويًا يتصدر قارة أوروبا بأكملها". وفي أوائل خطبه المؤثرة بتاريخ 7 فبراير 1934، شدد تشرشل على ضرورة إعادة بناء سلاح الجو الملكي، وإنشاء وزارة الدفاع. وفي خطبته الثانية بتاريخ 13 يوليو من العام ذاته، دعا لإحياء دور عصبة الأمم. كانت تشكل تلك المطالب محورا لما دعا إليه تشرشل حتى أوائل عام 1936. وعام 1935، كان تشرشل أحد مؤسسي جماعة "البؤرة" (بالإنجليزية: The Focus)؛ حيث اتفق أناس من مختلف الأفكار السياسية والمهن السياسية متحدين على هدف واحد وهو "الدفاع عن الحرية والسلام". وبدورها، ساهمت تلك الجماعة في تشكيل حركة التسليح والعهد الأوسع تأثيرًا عام 1936.

شعار الشيوعية

وبينما كان يقضي تشرشل عطلته في إسبانيا، احتل الألمان راينلاند مرة أخرى في فبراير 1936، وعاد من هناك وبريطانيا منقسمة. عارض حزب العمل بشدة العقوبات الاقتصادية المفروضة من قبل الألمان، بينما انقسمت الحكومة الوطنية بين مؤيد ومعارض لتلك العقوبات؛ في حين رأى آخرون أن تلك العقوبات ستحط كثيرًا من قدر بريطانيا؛ وأبدت فرنسا اعتراضها على أي تدخل في شؤون بريطانيا. أشاد نيفيل تشامبرلين بخطبة تشرشل في ال 9 من مارس ووصفها ب«البناءة». وفي غضون أسابيع، عُين تشرشل وزيرًا للتنسيق الدفاعي. وقال المؤرخ آلان تايلور: «في الحقيقة، يمكن وصف هذا التعيين بالأكثر استثنائية منذ تعيين كاليفولا جواده المفضل (انسياتونس) قنصلًا».
وفي 12 من نوفمبر، عاد تشرشل لكتابة المقالات مرة أخرى. قدم تشرشل خلالها نموذجًا مستعدًا للحرب متمثلًا في ألمانيا، وسخر من حكومته قائلًا: «تجد حكومتنا صعوبات بالغة في اتخاذ القرارات، بل أن رئيس الوزراء لم يعد بمقدوره اتخاذها، لذلك نجد مفارقة شديدة الغرابة إذ نجدها مترددة، ومتزعزعة، ومُصرة على الانجراف، ومتراخية، ونجدها قوية وصلبة في عجزها!» وهكذا، ما تزال الأشهر والأعوام والثمينة تضيع تجعل من بريطانيا مطمعا يأكله «الجراد». وصف كاتب السيرة روبرت رودز جيمز خطابات تشرشل بأبرع ما يكون في تلك الفترة.
كان رد بلدوين مخذلا للغاية، مما أزعج مجلس العموم. وجاء ذلك بمزيد من التأييد لحركة التسليح والعهد.

### أزمة التنازل عن الحكم
وفي يوينو 1936، أخبر والتر مونكتون تشرشل بالأخبار المتداولة حول نية الملك إدوارد الثامن الزواج من السيدة واليس سيمبسون من عدمها، فعلق تشرشل بأن هذا الزواج سيكون بمثابة «الحماية». وفي نوفمبر، رفض تشرشل دعوة اللورد ساليسبوري للانضمام إلى وفد كبار نواب حزب المحافظين الذين التقوا مع بلدوين لمناقشة تلك المسألة. وفي 25 نوفمبر، التقى كليمنت أتلي، والزعيم الليبرالي أرشيبالد سنكلير، ببلدوين. وخلال الاجتماع، أخبرهم بلدوين رسميًا بنية الملك الزواج من واليس دوقة وندسور، وتساءل إذا ما سيتم تشكيل إدارة ما في حين استقال بلدوين والحكومة الوطنية لأهمية أن يستشير الملك حكومته. أبدى أتلي وأرشيبالد رفضهما أية عروض لتولي المنصب، غير أن موقف تشرشل كان مختلفًا تمامًا تجاه تشكيل الحكومة الجديدة.

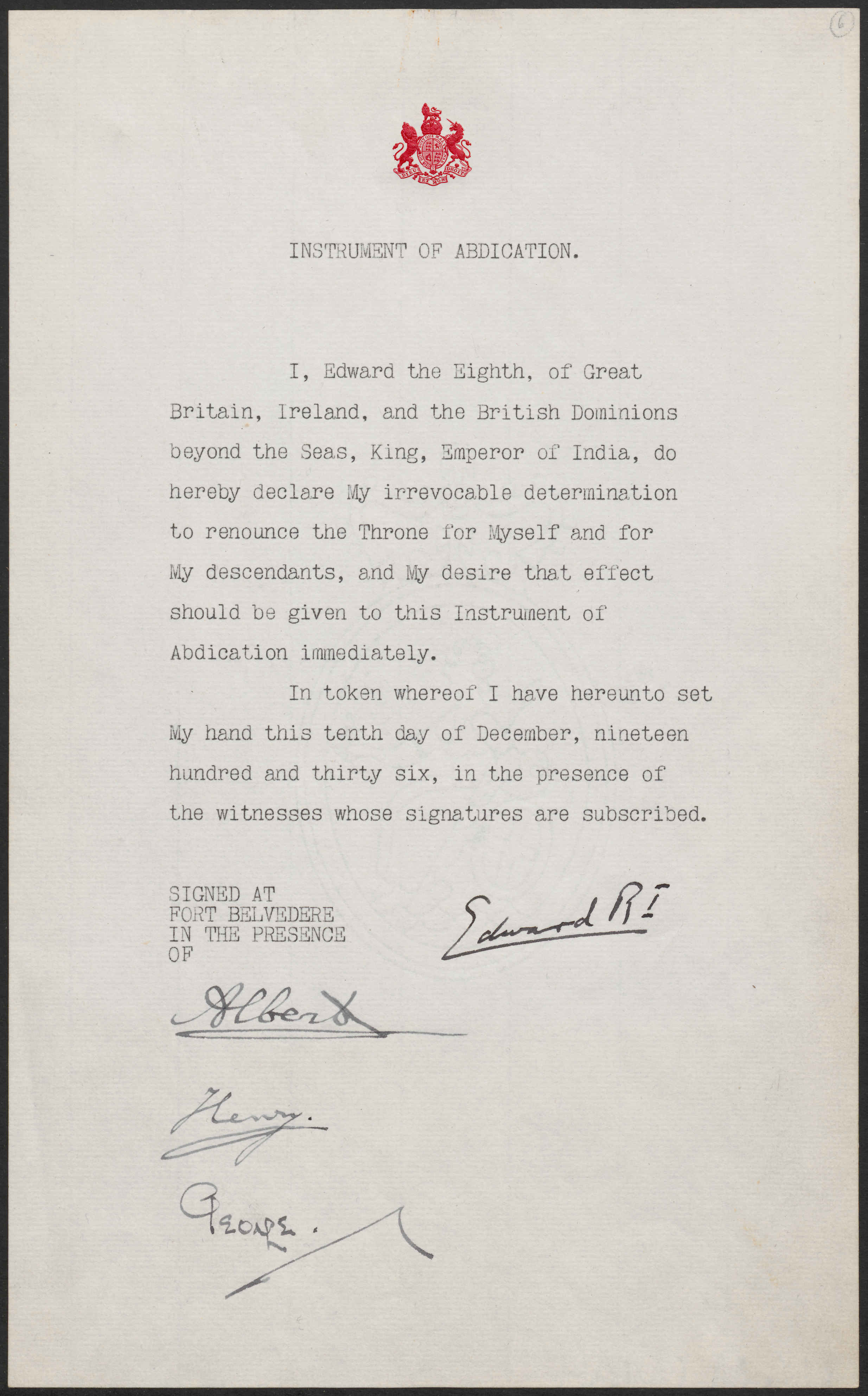
وثيقة التخلي عن الحكم ممهورة بتوقيع الملك إدوارد الثامن، وأبنائه الثلاثة

باتت أزمة التنازل عن الحكومة علنية، ووصلت ذروتها في أول أسبوعين من ديسمبر 1936. وفي تلك الآونة، أيد تشرشل الملك علنًا. كان أول اجتماع علني لحركة التسليح والعهد في 3 ديسمبر. كان تشرشل متحدثُا أساسيًا، وكتب لاحقًا أنه ردًا على «أصوات الشكر»، أدلى ببيان ارتجالي يسأل عن بطء قرارات كل من الملك ومجلس الوزراء. وفي وقت لاحق من تلك الليلة، نظر تشرشل في موضوع البث اللاسلكي الذي اقترحه الملك وتحدث مع محامي الملك بيفر بروك عن هذا الموضوع. وفي 4 ديسمبر، التقى تشرشل بالملك، وحثه على التأني في اتخاذ قرارات التخلي عن منصبه. وفي اليوم التالي، أصدر تشرشل بيانًا مستفيضًا انطوى مجمله على ممارسة الوزارة لضغط غير دستوري على الملك لإرغامه على اتخاذ قرار متسرع بتنحيته. وفي 7 ديسمبر، اعتذر تشرشل عن تأخيره في موعد انعقاد مجلس العموم، لكنه وجد سخطًا جماعيًا من أعضائه، وقد أربكه وأدهشه هذا العداء فاضطر إلى المغادرة. باتت سمعة تشرشل مضغة في أفواه القارضين؛ إذ تضررت بشدة في كل من البرلمان وإنجلترا عمومًا. رأى البعض أن تشرشل يحاول تشكيل جماعة تؤيد الملك؛ لكن آخرون أبدوا استياءهم من هذا أمثال رولد ماكميلان –سياسي بريطاني؛ مما ألحق الضرر بتشرشل لتأييده بقاء الملك وما له من أثر سيئ على حركة التسليح والعهد، بل إن تشرشل كتب في وقت لاحق قائلًا: «كنت شديد التأثر بالرأي العام إذ كاد يكون عالميًا لدرجة أني ظننت بأن حياتي السياسية قد أوشكت على الانتهاء». اختلف المؤرخون حول دوافع تشرشل لدعمه الملك إدوارد الثامن، فرأى آلان جون بيرسيفال تايلور –مؤرخ بريطاني- أنها كانت محاولة من تشرشل للإطاحة بالحكومة الهشة آنذاك؛  في حين رأى كاتب السيرة روبرت رودس جيمز أن دوافع تشرشل كانت شريفة تمامًا وخالية من أية نية مُغرضة، وكان ذلك مجرد ميل قوي لتأييد الملك.

#### الخروج من بوتقة العزلة
وفيما تلت تلك الفترة، حاول تشرشل تصوير نفسه بأنه إلى حد ما صوت تحذير معزول يدعو لضرورة إعادة التسليح ضد الخطر النازي. وفي الوقت الذي أيدته فيه شريحة صغيرة من أعضاء مجلس العموم خلال ثلاثينيات القرن العشرين، حصل تشرشل على معلومات سرية وفرتها له عناصر داخل الحكومة، ولا سيما هؤلاء الساخطين موظفي الخدمة المدنية في وزارة الحرب. وبحلول النصف الأخير من هذا العقد، ضمت شريحة المؤيدين لتشرشل: دنكان سانديز، بريندان بركن فقط. كان هؤلاء الثلاثة في عزلة عن غيرهم من الفصائل الرئيسية بحزب المحافظين، وكانوا من المطالبين بسرعة إعادة التسليح البريطاني واتباع سياسة خارجية أكثر صرامة. وخلال اجتماع للقوى المناهضة لتشامبرلين، رأوا أن منصب وزير المؤن مناسب جدًا لتشرشل. وبينما كان يناضل ضد استقلال الهند، كان يقوم بتجميع معلومات رسمية وأخرى. ومن عام 1932، أخذ الرائد ديسموند مورتون، بموافقة رامزي ماكدونالد –سياسي ورئيس وزراء بريطاني، يزود تشرشل بمعلومات تخص سلاح الجو الألماني. ومن عام 1930 فصاعدًا، رأس مورتون قسمًا بلجنة الدفاع الإمبراطوري المعنية بجمع المعلومات عن درجة تأهب الدول الأخرى. وفي عام 1934، سمح بلدوين للإيرل سوينتسون بوصفه وزير الدولة للطيران في ذلك الوقت، بتزويد تشرشل بالمعلومات الرسمية وغير الرسمية السرية كافة. كان يعلم الإيرل سوينتسون أن تزويد تشرشل بالمعلومات لن يجعله يكف عن انتقاد الحكومة، لكنه كان يعلم أن ذلك أفضل بكثير من اعتماد تشرشل على الشائعات والأقاويل. كان تشرشل أشد منتقدي نيفيل تشامبرلين لاسترضائه أدولف هتلر؛  ففي كلمة ألقاها تشرشل أمام مجلس العموم، قال بفظاظة وبتنبؤ: "مُنِحتم خياري الحرب والعار، اخترتم العار وستلاقون الحرب."

## مدته الأولى بصفته رئيسًا لوزراء بريطانيا

### ونستون، قد عاد

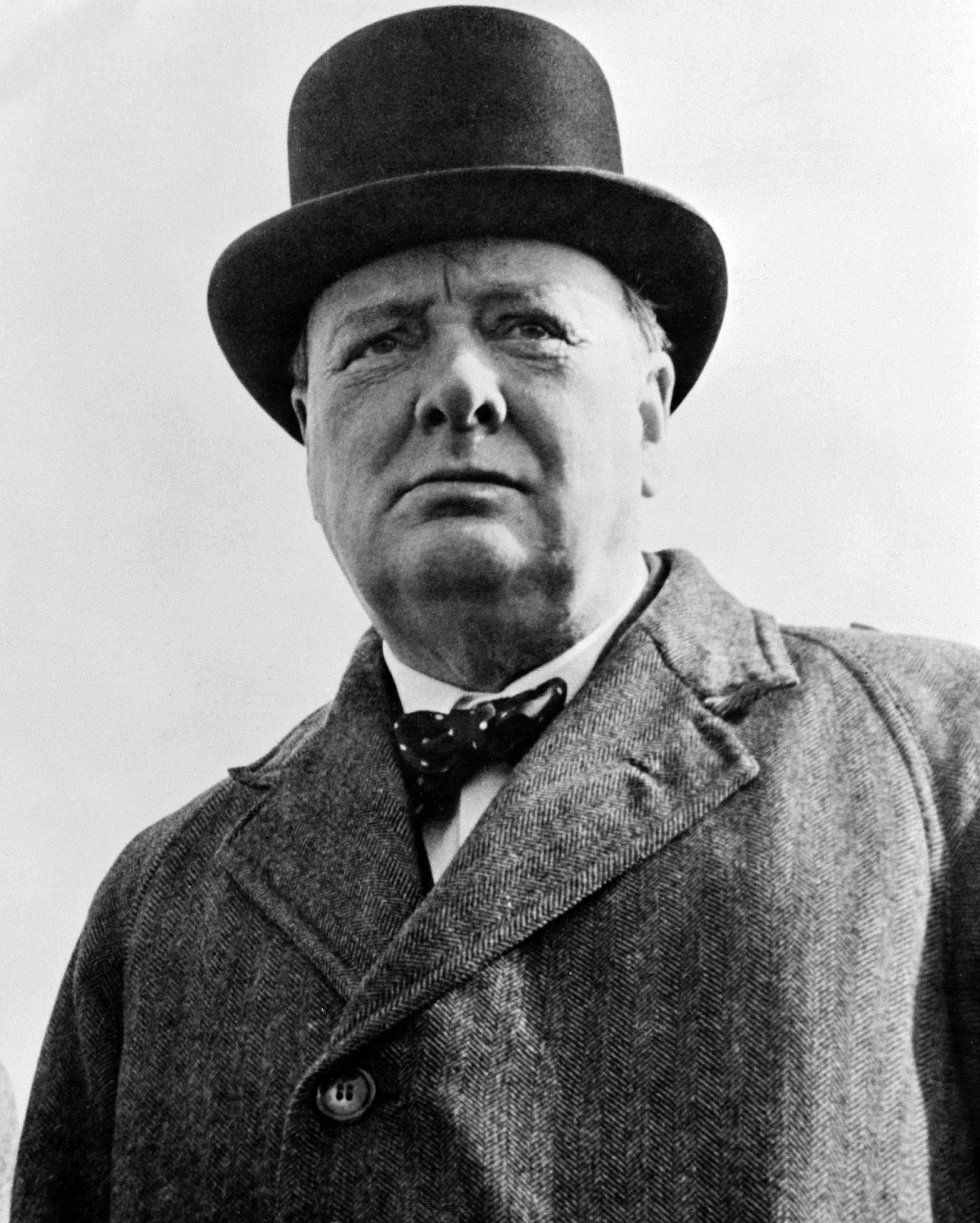
ونستون، رئيس وزراء بريطانيا إبان الحرب العالمية الثانية

بعد اندلاع الحرب العالمية الثانية في 3 سبتمبر عام 1939، وفي اليوم الذي أعلنت فيه بريطانيا شنها الحرب على ألمانيا؛ عُين تشرشل أمينًا للبحرية البريطانية وعضوًا بوزارة الحرب وهي وزارة تتكون في حالة الحرب فقط، وكانت تلك المرة الثانية بعد تعيينه في المنصب ذاته أيام الحرب العالمية الأولى. وعند إبلاغ هيئة البحرية البريطانية (مجلس الأميرالية)، أرسلت إشارة إلى الأسطول مفادها أن «ونستون، قد عاد». وفي منصبه، أثبت ونستون جدارته كأحد أفضل الوزراء خلال ما يسمى «بالحرب الزائفة»، عندما كانت تدور أغلب الهجمات بحرًا.
دعا تشرشل إلى اتخاذ ضربات إجهاضية من بينها احتلال ميناء خام الحديد الواقع في المنطقة النرويجية المحايدة بمدينة نارفيك؛ وكذلك احتلال مناجم الحديد في مدينة كيرونا بالسويد، في وقت مبكر قبل احتدام الحرب؛ لكن تشامبرلين وأعضاء مجلس الحرب كافة عارضوا هذا الرأي، ولم ينظر إليها إلا حينما غزت ألمانيا النرويج.

### لن نستسلم أبداً
في 10 مايو 1940، قبل ساعات من الغزو الألماني لفرنسا مستخدمةً نهج الحرب الخاطفة عن طريق الدول المنخفضة؛ بات واضحًا أن تجاهل خطة تشرشل بغزو النرويج جعل بريطانيا لا تثق في ادعاءات تشامبرلين؛ وحينها لم يجد بدًا من الاستقالة!
أكدت الأحداث الجارية أن اللورد إدوارد فريدريك وود –الإيرل الأول لهاليفاكس قد رفض منصب رئيس الوزراء لإيمانه بأنه لن يستطيع ممارسة سلطته بنجاح؛ كونه عضوًا في مجلس الوزراء وليس مجلس العموم. ولما كان معتادًا ألا يقدم رئيس الوزراء النصح للملك، أبدى تشامبرلين رغبته في شخص يحظى بدعم من جميع الأطراف الثلاثة الرئيسة بمجلس العموم. وفي اجتماع حضره تشامبرلين، وإدوارد وود، وتشرشل، وديفيد مارجيسون، انحاز مراقب الحكومة بالبرلمان لتوصية تشرشل بشأن بسط السيطرة على النرويج، ومن هنا عرض الملك جورج السادس منصب رئيس الوزراء على تشرشل. ويشار إلى أن أول ما قام به تشرشل كان مراسلته لتشامبرلين لشكره على الدعم الذي قدمه له.
كانت شعبية تشرشل لا تزال واهنة بين كثير من المحافظين والمنظمات المعارضة له. وللعلم، فإن تشامبرلين ظل زعيمًا لحزبه حتى وفاته في نوفمبر. وحينها، لم يكن تشرشل ليحصل على أية أغلبية يمنحها أي حزب سياسي في مجلس العموم؛ والتزم مجلس اللوردات بالصمت المطبق حيال تولي تشرشل منصب رئيس الوزراء. وفي أواخر عام 1940، أعلن زائر أميركي لبريطانيا قائلًا: "في كل مكان كنت أرى إعجاب الناس بحماس تشرشل، وشجاعته، وصلابته، وعزمه،" وأضاف: "كان يقول الناس لا نعلم ما كنا بفاعلينه بدون تشرشل، فقد كان يحترمه الناس بشدة؛ غير أنه لم يتصور أي شخص أن يصبح تشرشل رئيسًا للوزراء بعد الحرب. كان ببساطة الرجل المناسب في المكان والوقت الصحيحين في الوقت التي كانت مشاعر الناس متخلخلة بسبب صراع بريطانيا مع أعدائها.

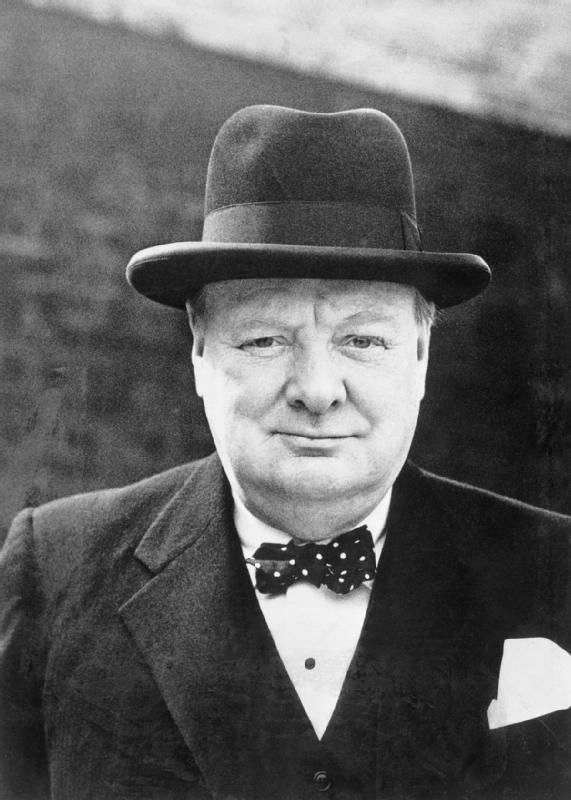
تشرشل، 2 أغسطس، 1944

وفي خضم تلك الأحداث، أخذ الرأي العام وغيره من المطالب السياسية ينشدون السلام من خلال المفاوضات مع ألمانيا، ومن بين هؤلاء كان هالفاكس –وزير الخارجية آنذاك؛ وعلى النقيض رفض تشرشل تمامًا تلك الدعوات. وفي الوقت ذاته، كان يساور تشرشل إحساس باليأس حيال فوز بريطانيا، وأبلغ الجنرال هاستيجز ليونيل –ضابط بالجيش البريطاني، في يوم 12 من يونيو 1940 أنه «في غضون ثلاثة أشهر، سيموت كلانا». كانت خطابة تشرشل أحد أهم الأسباب التي جعلت الرأي العام يثور على أية طرق سلمية تجر بريطانيا لمعركة طويلة الأمد. ومن أبرز الأمثلة على ذلك، خطاب تشرشل بمجلس العموم يوم ال18 من يونيو؛ إذ وصف تشرشل الحرب القادمة ب «أروع ساعة»؛ مسهبًا في حديثه قائلًا: «أتوقع بدء المعركة». وفي الوقت الذي أعلن فيه تشرشل رفضه لأية هدنة مع ألمانيا، استمرت بريطانيا في الحفاظ على إمبراطوريتها، بل واستأنفت عملياتها العسكرية لتوسيع إمبراطوريتها. ومن ناحيته، عمل تشرشل على تمهيد الهجمات المضادة التي قامت بها قوات التحالف لاحقًا بين عامي 1942-1945، وكان ذلك بوجود بريطانيا كرأس حربة لدعم الاتحاد السوفيتي بالمؤن، وتحرير أوروبا الغربية. وردًا على انتقاده بأنه ليس من يدير الحرب؛ جعل تشرشل نفسه وزيرًا للدفاع، ليصبح بالتالي رئيس الوزراء الأكثر نفوذًا في العالم.
بعدها فورًا، أسند تشرشل مهمة إنتاج الطائرات إلى أصدقائه والمقربين، ورجال الصناعة، وملك الصحافة اللورد وليام ماكسويل –بارون بيفر بروك. كان لألمعية وكياسة ماكسويل دور كبير في التقدم السريع لكل من صناعة الطائرات والهندسة، وهو ما أحدث طفرة في القدرات العسكرية إبان الحرب آنذاك. أججت الحرب من حماس تشرشل البالغ من العمر 65 عامًا. ووصف صحفي أميركي عام 1941 الوضع قائلًا: «إن المسؤوليات المُلقاة على عاتق تشرشل هي أعظم ما يكون بالنسبة لأي إنسان آخر على وجه الأرض. وقد يظن البعض أن هذا الثقل سيفت من عضد تشرشل. أبدًا لن يحصل! فآخر مرة رأيته فيها، كان غاضبا كالثور، فبدا أصغر عشرين عامًا، شابًا كما حاله قبل الحرب.. تتخلخل رقة روحه في نفوس البريطانيين».
كانت خطابات تشرشل مصدر إلهام عظيم للبريطانيين في خضم الأزمات والأعباء التي تواجهها بريطانيا. ويُعد خطاب تشرشل الأول بعد توليه رئاسة الوزراء هو الأشهر من بين خطاباته، حينها قال: «ليس لدي ما أقدمه سوء الدماء، الكدح، الدموع، والعرق». ووصف أحد المؤرخين تأثير تلك العبارة على البرلمان بال«مُكَهِربة»؛ فمجلس العموم الذي تجاهله في الثلاثينيات «يستمع ويهتف الآن!» وخلال هذا الخطاب، تبع تشرشل كلماته قبيل المعركة القادمة قائلًا: "سنحارب في فرنسا، سنقاتل في البحار والمحيطات، ستزداد ثقتنا وتغمرنا قوتنا مع كل معركة جوية، سندافع عن أرضنا، مهما كان الثمن، سنحارب على الشواطئ، وسننازل العدو في المهابط، سنبارز العدو في الميادين ونشتبك في الشوارع، بل سنصل للتلال، ولن نستسلم أبدًا". ثم صاح: "لنُعد أنفسنا لأداء واجباتنا، ونتحمل معًا، فإذا استمرت الإمبراطورية البريطانية والكومنولث في الوجود لآلاف السنوات، سيقول الرجال أن تلك اللحظة هي أروع اللحظات التي مرت بهم". وفي ذروة الحرب، وصفت دراسة استقصائية الوضع آنذاك في عنوان خطاب لا ينسى، التي أصبحت لقبا دائمًا، «الفئة القليلة» لمحطة سلاح الجو الملكي أوكسبريدج (RAF). كانت تلك الكلمات هي أول ما تحدث بها تشرشل عقب خروجه من الخندق رقم 11، الموجود تحت الأرض والخاص بسلاح الجو الملكي أوكسبريدج، المعروف حاليًا باسم «خندق بريطانيا» التي كانت تستخدمه المجموعة المقاتلة رقم 11 من سلاح الجو البريطاني أوكسبريدج أثناء الحرب العالمية الثانية. ومن بين أشهر خطاباته أثناء الحرب، ذلك الخطاب يوم 10 نوفمبر 1942، أثناء حفل غذاء ببيت عمدة لندن، ردًا على انتصار الحلفاء في معركة العلمين الثانية قائلًا خلاله: «هذه ليست نهاية المطاف، ولا حتى بداية النهاية، لكنها ربما، نهاية البداية!» لم يتبع تشرشل طريق المؤازرة وكسب التأييد من خلال نشر الأخبار السارة على جمهور الشعب البريطاني، بل قام بمخاطرة شدد فيها –متعمدًا- على الأخطار التي تواجه بريطانيا. كتب تشرشل عن «القوة البلاغية» قائلًا: «لا تمنح بالكامل، ولا تسترد بالكامل، ولكنها تتطور». لم تكن طريقته في الخطابة محط إعجاب الجميع؛ حيث قال عنه روبرت منزيس –رئيس وزراء أستراليا والمعروف بموهبته في صناعة العبارة- «استبداده الحقيقي هو عباراته المتألقة، المُغرية للعقول، فتفسح لها الحقائق المحرجة المجال لتتألق». وكتب آخر: «هو... عبد لكلماته التي يصوغها عقله حول الأفكار المختلفة... ويمكنه أن يقنع نفسه بكل حقيقة تقريبًا حالما تتيح له ذلك؛ ليسلك مشواره الذي بدأه في البرية من خلال وسائله الخطابية». وطوال حياته، عانى تشرشل من اضطراب اكتئابي وصفه ب«الكلب الأسود». وكتب طبيبه الخاص اللورد تشارلز ويلسون –البارون الأول لموران- في كتابه ساردًا أن تشرشل قد قضى سنوات الحرب يجد العزاء في قدح من الويسكي، والمشروبات الغازية، والسجائر. وقال عنه أيضًا بأنه عاطفي للغاية، وكانت تغمر دموعه عيناه خلال الاجتماعات التي تحمل أخبارًا غير سارة. والجدير بالذكر أنه في اجتماع البيت الأبيض، ظهر تشرشل والدموع تقف على حافة عينيه؛ عندما علم بأن الحلفاء قد فقدوا السيطرة على طبرق، لكن سرعان ما أجهش بالبكاء. بعدها، ترجل الرئيس الأميركي واقترب من تشرشل قائلًا: «أخبرني ما بوسعي لمساعدتك لأقوم به». إن الشخص الأقدر على وصف دوافع تشرشل المتناقضة، ونقاط الضعف في شخصيته خلال الحرب العالمية الثانية هو بالأحرى ذلك الرجل الذي اتصل به بشكل وثيق، رئيس الأركان العامة الإمبراطورية (CIGS)، المارشال آلان بروك. ذكر بروك في مذكراته الشخصية 1944 أن: «الأمر الرائع هو أن ثلاثة أرباع سكان العالم يتصورون أن تشرشل هو أحد أهم الاستراتيجيين في التاريخ، إنسان لا مثيل له من مالبورو؛ وأن الربع الأخير ليس لديه أدنى فكرة عن التهديد الذي مثله تشرشل خلال تلك الحرب. هذا أفضل بكثير ألا يعلم العالم بما ينبغي معرفته، وألا يشتبه في تلك الأرجل الطينية لهذا الكائن الخارق. بدونه، لكانت هلكت إنجلترا لا محالة، وبه كانت إنجلترا على وشك الوقوع في كارثة. ومرة أخرى، لم أعجب بشخص واحتقره في آن واحد بالقدر نفسه؛ فما كان لهذا التطرف المتناقض أن يجتمع في الإنسان نفسه».

### العلاقات مع الولايات المتحدة
كان تشرشل في علاقة حميمة مع فرانكلين ديلانو روزفلت، ولا سيما بين عامي 1939 و1945؛ حيث تبادل كل منهما ما يقرب 1700 خطاب وبرقية، واجتمعا 11 مرة. ذكر تشرشل أن علاقته بروزفلت تساوي 120 يومًا من التواصل الوطيد بينهما؛  ضامنًا بذلك وصول الأغذية الأساسية، والنفط، والذخائر عبر ممرات النقل البحري شمال الأطلسي. وكان لذلك عميق الأثر في شعور تشرشل بالارتياح عند تولي روزفلت الرئاسة مرة أخرى عام 1940. وعقب فوزه، عمل روزفلت على تنفيذ خطة جديدة تهدف إلى تزويد بريطانيا بالمعدات العسكرية وشحن الحمولات الأخرى دون الحاجة إلى الدفع النقدي.

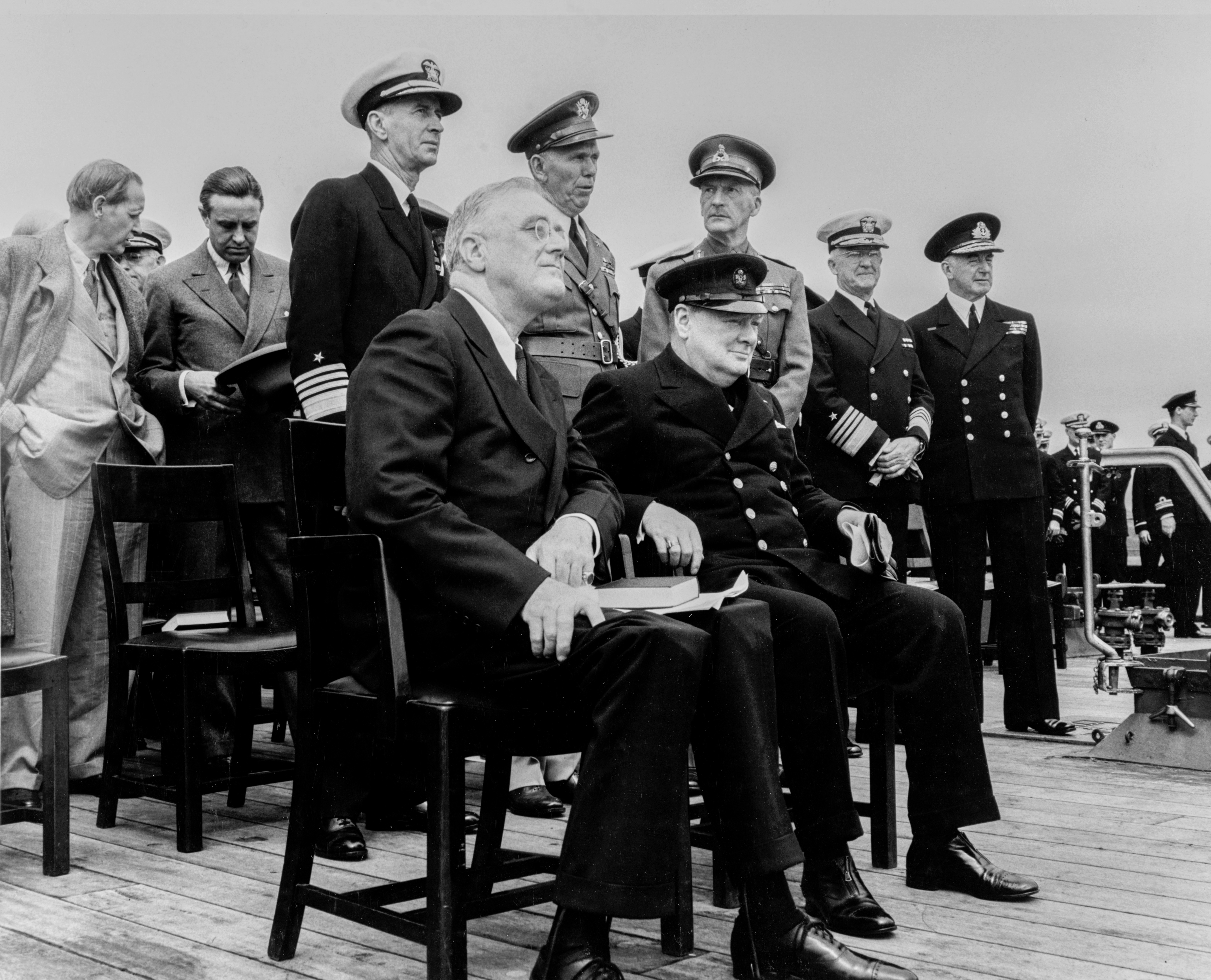
صورة تجمع روزفلت بتشرشل عند توقيع ميثاق الأطلسي، 1941

وحينها أقنع روزفلت الكونغرس بأن نتاج هذه الخطة المكلفة للغاية ستكون بمثابة دفاع بريطانيا عن الولايات المتحدة؛ وهو الأمر الذي أدى إلى ظهور قانون الإعارة والتأجير (بالإنجليزية: Lend – Lease Act). والجدير بالذكر، أن تشرشل قد عقد 12 مؤتمرًا مع روزفلت نُوقشت خلالها معاهدات لتحديد الأسلحة الاستراتيجية من بينها: ميثاق الأطلسي، أوروبا أولًا، وإعلان الأمم المتحدة وغيرها من سياسات الحرب. ومن ثم جاء توقع تشرشل من مساعدة الولايات المتحدة بعد الهجوم على ميناء هاربر، «نحن نفوز بالحرب». وفي 26 من ديسمبر 1941، تطاول تشرشل على ألمانيا واليابان خلال اجتماع مشترك لبريطانيا والولايات المتحدة قائلًا: «من أي نوع ينحدر هؤلاء عندما ينظرون إلينا». أطلق تشرشل تنفيذيّة العمليات الخاصة (SOE) الخاضعة لوزارة «الحرب الاقتصادية» بقيادة هيو دالتون. وقد شهدت عملية إنشائها وإدارتها وتعزيز عملياتها السرية والحزبية والتخريبية داخل الأراضي المحتلة نجاحًا باهرًا. ويشار إلى أن «الكوماندوز البريطانية» كانت نواة لمعظم القوات الخاصة الحالية؛ وكان يشير إليها الروس باسم «البولدج البريطاني». كانت صحة تشرشل سيئة للغاية، وقد لوحظ ذلك من خلال نوبة قلبية عابرة أصابته في البيت الأبيض ديسمبر 1941، وما تلاها في المكان ذاته عام 1943 عندما اشتد عليه الالتهاب الرئوي. وبالرغم من ذلك، سافر تشرشل قاطعًا مسافه 100.000 ميل (160.000 كم) في ظل الحرب لمقابله قادة الدول الأخرى. وللأمان، كان تشرشل عادة ما يتخذ من «العقيد وأردن» اسمًا مستعارًا له. كان تشرشل عضوًا في العديد من الاتفاقيات قبل عام 1943، والتي رسمت ملامح الحدود الآسيوية والأوربية عقب الحرب العالمية الثانية. فخلال مؤتمر كويبك الثاني عام 1944، صاغ تشرشل نسخة أقل غلظة من «خطة مورجانثو»، ووقعها مع روزفلت حيث تعهدا في المقام الأول بتحويل ألمانيا بعد استسلامها غير المشروط إلى "بلد زراعي، ورَعَوِيّ من حيث طبيعتها". وقد وافق رسميًا على مقترحات الحدود الأوربية للمستوطنات كل من هاري ترومان - الرئيس الأمريكي الثالث والثلاثون، وتشرشل، وجوزيف ستالين خلال مؤتمر بوتسدام. كانت لعلاقة تشرشل بهاري ترومان عظيم الأثر في العلاقات بين البلدين. ولما كان تشرشل يندب فقدان صديقة المقرب روزفلت، كان يدعم ترومان منذ نعومة أظافره في الرئاسة الأمريكية، قائلًا عنه: «هو نوع من القادة الذين يحتاجهم العالم في وقت الحاجة».

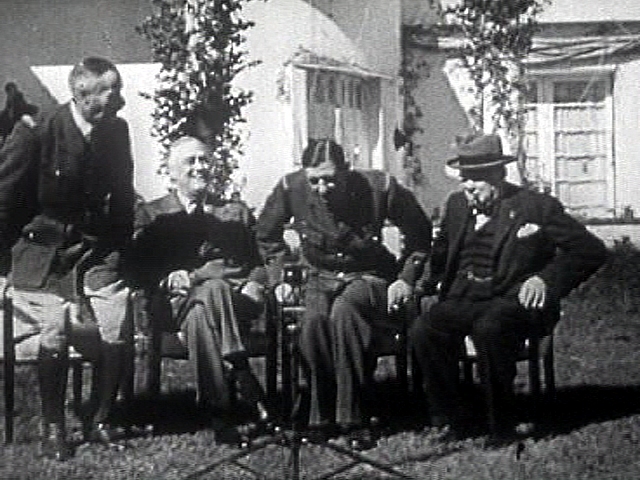
صورة تجمع كل من تشرشل، وروزفلت، وشارل ديغول في الدار البيضاء، 14 يناير، 1943.

### العلاقة مع الاتحاد السوفيتي
كان وقع غزو هتلر للاتحاد السوفيتي أشد الوقع على تشرشل المعروف باتجاهاته الملتهبة ضد الشيوعية؛ فصرح قائلًا: «إذا غزا هتلر الجحيم، فعلى الأقل سأجد المكان المناسب للشيطان حتى أذكره بمجلس العموم»، واضعًا في الاعتبار سياسته تجاه ستالين. وعلى الفور، أُرسلت المعدات والدبابات لنجدة الاتحاد السوفيتي.
وخلال لقاء الحلفاء بالدار البيضاء المؤرخ 14 يناير-23 يناير عام 1943، أعلنوا خلاله «ميثاق الدار البيضاء».كان الحاضرون: ونستون تشرشل، فرانكلين روزفلت، وشارل ديغول. انسحب جوزيف ستالين حينها مشيرًا إلى ضرورة وجوده بالاتحاد السوفيتي لمواجهة أزمة ستالينجراد. وفي الدار البيضاء، أقر الحلفاء التزامًا بمواصلة الحرب حتى إخضاع دول المحور لل«استسلام غير المشروط».

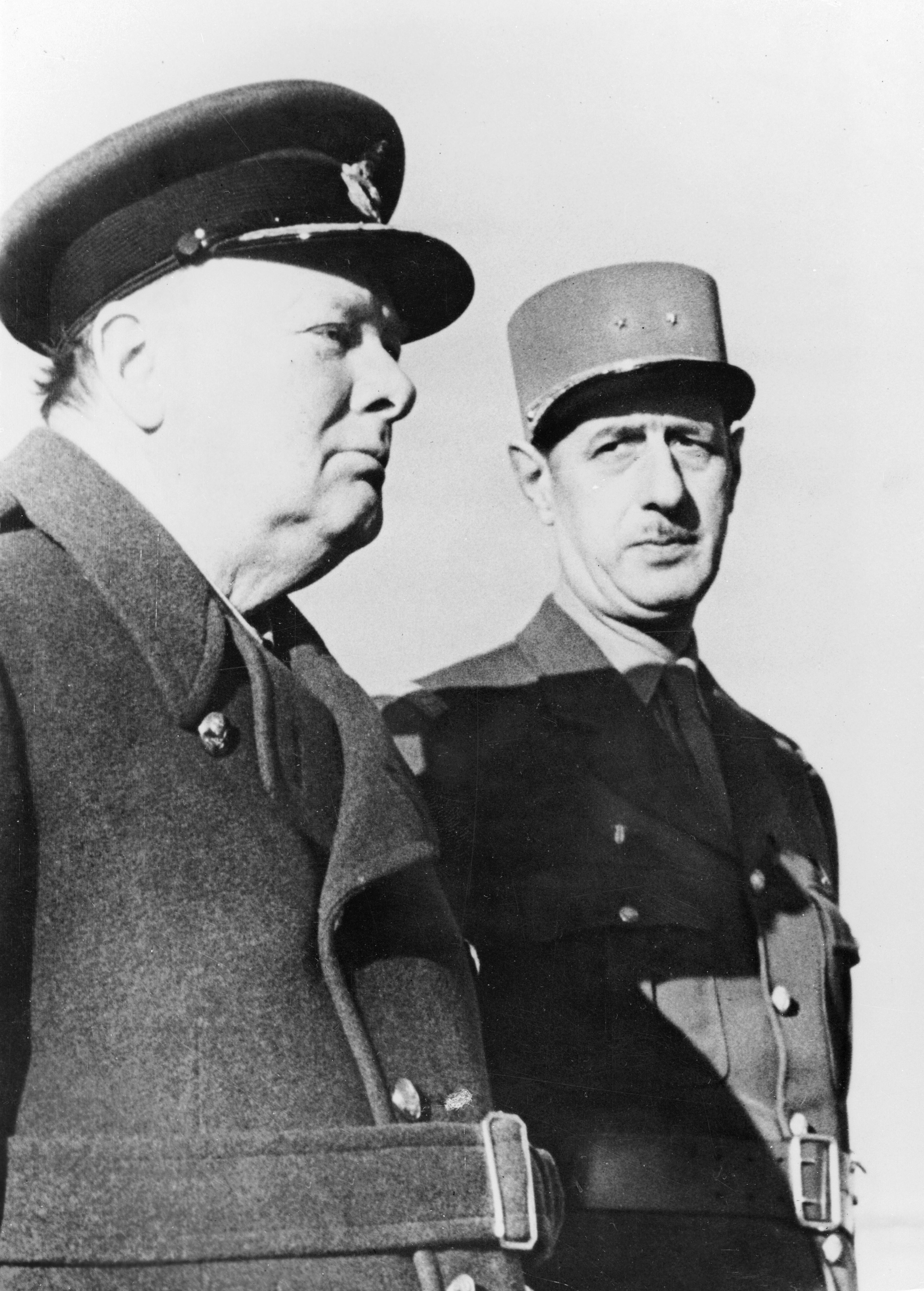
تشرشل وشارل ديغول، يناير 1944

لكن بصفة خاصة، لم يكن تشرشل يوافق تمامًا على مبدأ ال«استسلام غير المشروط»، ولكنه تفاجأ بإعلان روزفلت هذا المبدأ أمام الحلفاء. كانت مسألة الحدود التي تربط بولندا بالاتحاد السوفيتي، وألمانيا؛ بمثابة مربط الخيانة خلال السنوات التي تلت الحرب، بمواجهتها الحكومة البولندية المعزولة. حاول تشرشل دفع ستانيسواف ميكاويتشوك –رئيس الوزراء البولندي وقتذاك- على الخضوع لرغبات ستالين، ولكنه رفض. كان تشرشل يعي كل الوعي بأن السبيل الوحيد لتخفيف حدة التوتر بين الدولتين تكمن في عملية فتح المعابر، أو بمعنى آخر ربط الحدود الوطنية. صرح تشرشل بذلك في 15 من ديسمبر 1944 بمجلس العموم، قائلًا: «إن فكرة التنفير، نستطيع أن نقول عنها طبقًا لأقصى حدود تفكيرنا، أنها ستكون الأكثر إرضاءً واستدامة... فلن يكون هناك خليطًا من الشعوب ليسبب المتاعب التي لا تنتهي... سنقوم بعملية تنظيف. ولست منزعجًا من عملية الانتقال تلك، والتي قد تكون ملائمة جدًا للظروف الحديثة». لكن نتيجة هذا الطرد للألمان حملت في طياتها الكثير من الصعاب؛ فوفقًا لتقرير عام 1966 صادر عن وزارة ألمانيا الغربية للاجئين والمشردين، كان عدد القتلى يفوق عتبة ال2.1 مليون شخص. عارض تشرشل بشدة الضم الفعلي لبولندا تحت مظلة الاتحاد السوفيتي، وكتب بمرارة عن ذلك في كتبه. لكنه عجز عن منع ذلك خلال مؤتمراته. وفي شهر أكتوبر 1944، اتجه تشرشل وإيدن إلى موسكو لمقابلة كبار القادة. وفي تلك الآونة، كانت القوات الروسية تتقدم في العديد من المدن بشرق أوروبا. تبنى تشرشل موقفًا ثابتًا يتلخص في أن كل ما يتم بشكل رسمي ومقبول خلال مؤتمر يالطا، يجب أن يكون مؤقتًا، وملازمًا لوقت الحرب، وأن تتعلق إدارة الأعمال بحسب من يريد أن يفعلها. كان أهم الاجتماعات يوم 9 من أكتوير عام 1944 في الكرملين، بين ستالين وتشرشل. وخلال هذا الاجتماع، ناقش كلاهما مسألة بولندا وشبه جزيرة البلقان. أخبر تشرشل ستالين: "دعونا ننتهي من مسألة البلقان. إن جيوشكم في رومانيا وبلغاريا. ونحن لدينا مصالح ومهمات وعملاء هناك. لا تدعوا أغراضنا تختلف بهذه الطريقة التافهة. إن بريطانيا وروسيا مهتمة بذلك الشأن حيث رجحت فرض سيطرتكم على رومانيا بواقع 90%، في حين نحصل نحن على 90% في اليونان، ونتقاسم سيرطرتنا على يوغسلافيا". وافق ستالين على هذا الاقتراح المئوي، موقعًا بعلامة الموافقة على ورقة فور سماعه الترجمة. وفي عام 1958، أي بعد خمس سنوات من توقيع هذا الاتفاق، أنكرت سلطات الاتحاد السوفيتي موافقة ستالين على هذا «الاقتراح الإمبريالي».
كانت إحدى نتائج مؤتمر يالطا هي انتماء أي شخص سوفيتي تجده دول الحلفاء على أراضيها إلى الاتحاد السوفيتي. وقد أثر ذلك بدوره على السجناء السوفيتيين التي حررتهم دول الحلفاء، وامتد بدوره ليشمل جميع اللاجئين من أوروبا الشرقية. أطلق ألكسندر سولجنيتسين على عملية كييلهول اسم «السر الأخير» للحرب العالمية الثانية. وقد حددت تلك العملية مصير أكثر من 2 مليون نازح في أوروبا الشرقية جراء الحرب.

### غداة الحرب العالمية الثانية

مبنى الرايخستاغ بعد قصف الحلفاء له خلال الحرب العالمية الثانية

في يونيو 1944، تمكن الحلفاء من فرض سيطرتهم على نورماندي وإجبارهم القوات الألمانية على الانسحاب تجاه ألمانيا والدفاع على جبهة واسعة طوال العام التالي. وعلى الرغم من فشل مهاجمة الحلفاء لألمانيا على ثلاث جبهات منها عملية ماركت جاردن، والهجوم المضاد الألماني، ومعركة الثغرة، فإن الهزيمة قد حلت بألمانيا في النهاية.

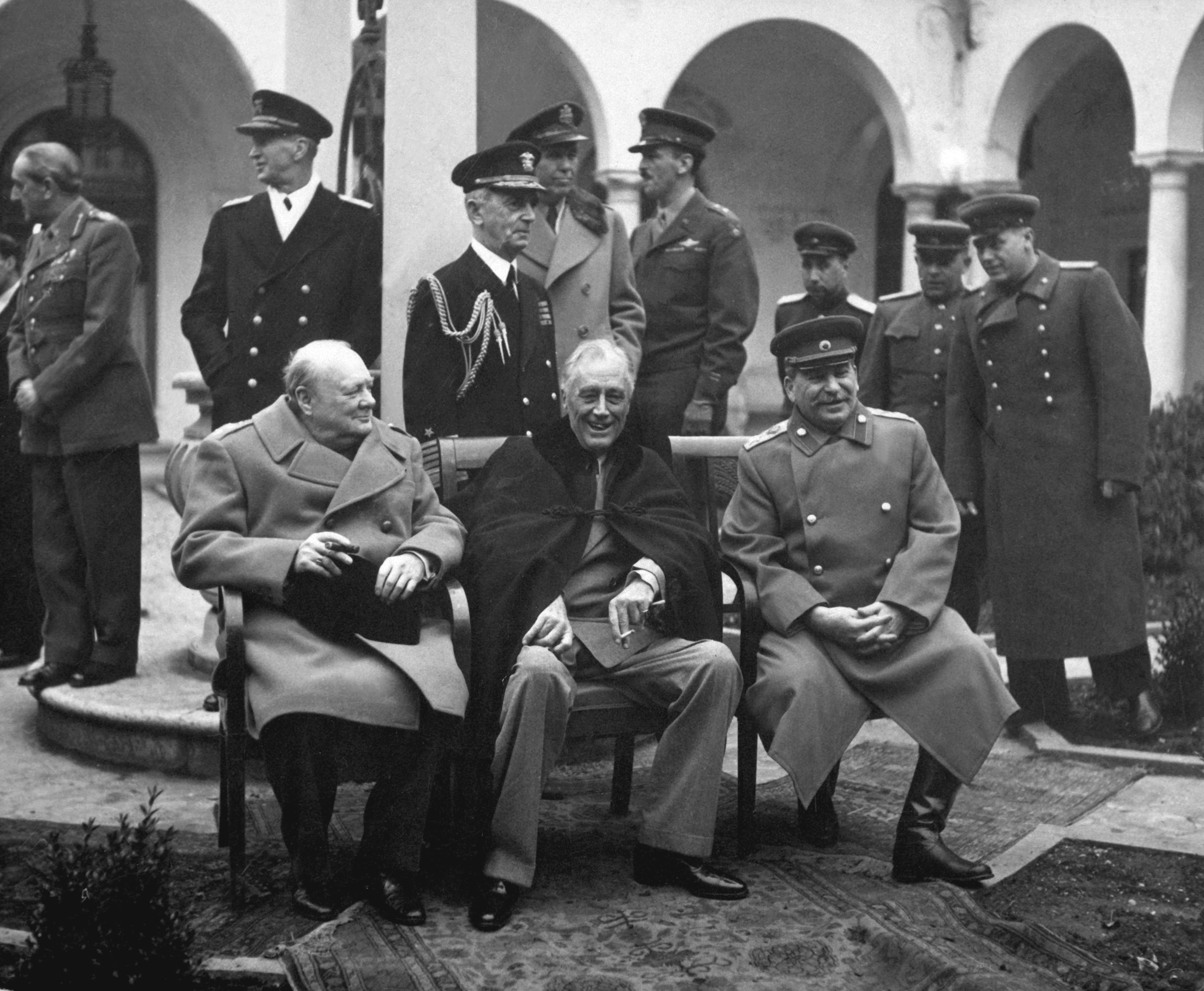
تشرشل وستالين وفرانكلين روزفلت خلال مؤتمر يالطا، فبراير 1945

في 7 مايو 1945 في «المقر الرئيسي لمهام الحلفاء العسكرية» (بالإنجليزية: SHAEF) بمدينة ريمس الفرنسية، أقر الحلفاء بهزيمة ألمانيا. وفي اليوم ذاته، أعلن فلاش جون سانجي أنه غدًا سيحل يوم النصر لأوروبا (بالإنجليزية: Victory in Europe Day). وفي يوم النصر، بث تشرشل نبأ استسلام القوات الألمانية إلى الأمة، وأن وقف إطلاق النار سيدخل حيز التنفيذ بحلول منتصف الليل. بعد ذلك توجه تشرشل إلى طريق وايت هول ليخطب في حشد ضخم قائلًا: «هذا هو نصركم»، فيصرخ الحشد: «لا إنه نصركم»، ثم يقوم بتشغيل أغنية "أرض الأمل والمجد". وفي المساء، خاطب تشرشل الشعب إذاعيًا، مؤكدًا على هزيمة اليابان في الأشهر المقبلة. وبالفعل، استسلمت اليابان في وقت لاحق يوم 15 من أغسطس عام 1945. وفي ظل الاحتفال بانتهاء ست سنوات من الحرب، كان يساور تشرشل قلق حيال هذا النصر. كان يرمي تشرشل إلى فرض الحدود المتفق عليها مسبقًا بين بريطانيا والولايات المتحدة على الفور؛ متوقعًا تجاهلًا من الجيش الأحمر -جيش العمال والفلاحين بروسيا- لتلك الحدود. ووفقًا لتلك الخطة المفاجئة من تشرشل وتبني القوات البريطانية لها؛ باغتت القوات البريطانية، القوات السوفيتية المتحالفة بهجوم مفاجيء في 1 يوليو 1945. ويشار إلى أن «رؤساء لجنة الأركان العسكريين» قد رفضوا الفكرة باعتبارها غير مجدية عسكريًا.

## زعيم المعارضة
مع كل ما جناه تشرشل من تأييد شعبي بريطاني إبان الحرب العالمية الثانية، لم يفز تشرشل بانتخابات 1945. كان هناك العديد من الأسباب وراء ذلك، أهمها ما انتشر في الأوساط البريطانية آنذاك من رغبة للإصلاح ما بعد الحرب، وهو ما جعل البريطانيين يرون أن ذلك الرجل الذي قاد الحرب لا يمكنه قيادة عملية السلام في البلاد. كان من المتوقع أن يتنحى تشرشل ويسلم القيادة لأنطوني إيدن، الذي أناب عنه بعد هزيمته في الانتخابات. لكن تشرشل – وهو في ال70 من عمره- كان مصممًا على تحدي إيدن كقائد، وبادله إيدن الحرص نفسه على خوض التحدي. كان ذلك بمثابة آخر مسمار في نعش مقاليد القيادة التي تملكها تشرشل. ظل تشرشل زعيمًا للمعارضة مدة ست سنوات مقبلة؛ مؤثرًا في قرارته على شؤون العالم أجمع. وفي زيارة للولايات المتحدة عام 1946، خسر تشرشل الكثير من المال في مباراة بوكر مع كل من ترومان ومستشاريه. وكان تشرشل يهوى لعبة ال Bezique –أحد ألعاب الكوتشينة- التي تعلمها أثناء خدمته في حرب البوير. وخلال تلك الزيارة ألقى تشرشل خطابه عن «الستار الحديدي» التي انتهجه الاتحاد السوفيتي، وعن تشكيل «الكتلة الشرقية». ومتحدثًا من جامعة وستمنستر في الـ5 من شهر مارس عام 1946 في مدينة فولتون الأمريكية بولاية ميزوري؛ أعلن تشرشل: "من شتتين في بحر البلطيق وحتى ترييستي في البحر الأدرياتيكي، يغمر «الستار الحديدي» سائر القارة. وخلف هذا الخط، تقع كل عواصم الدول القديمة في أوروبا الوسطى والشرقية، وأعني بقولي: وارسو، وبرلين، وبراغ، وفيينا، وبودابست، وبلغراد، وبوخارست، وصوفيا. في كل تلك المدن الشهيرة وما حولها من الشعوب، يكمن ما علي أن أدعوه "فلك الاتحاد السوفيتي". كما دعا تشرشل بشدة من أجل الاستقلال البريطاني من الفحم والصلب الأوروبي، الذي نظر عليه كمخطط فرنسي-ألماني. رأى تشرشل بريطانيا مكانًا منفصلًا عن القارة الأوربية، ورآها متماشية مع دول الكومنولث والإمبراطورية والولايات المتحدة فيما أسماه «فلك الأنجلو».

## تشرشل رئيسًا للوزراء لولاية ثانية

### العودة للحكومة وانهيار الإمبراطورية البريطانية

تشرشل يلوح بيده للحشود المتجمعة في ساحة "وايت هول"، لإعلان خبر هزيمة ألمانيا، 8 مايو، 1945

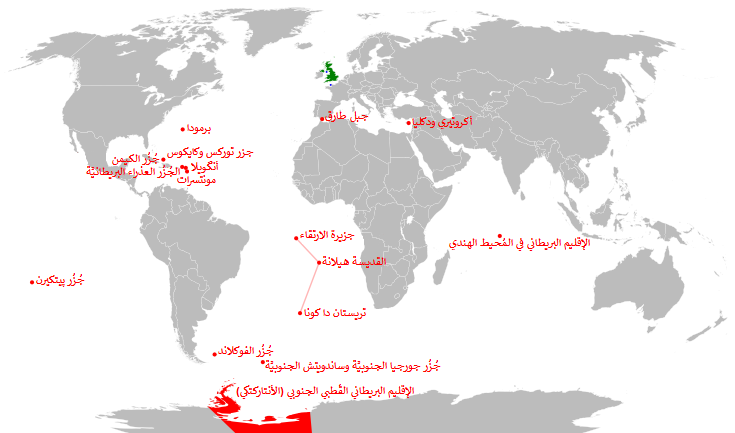
المناطق الباقية المسيطر عليها حتى الآن.

بعد الانتخابات العامة البريطانية عام 1951، تولى تشرشل منصب وزير الدفاع منذ أكتوبر 1951 وحتى يناير 1952. بعدها، تولى تشرشل منصب رئيس الوزراء في أكتوبر 1952، وتشكيل الحكومة للمرة الثالثة بعد تشكيله الحكومة الوطنية وقت الحرب، وحكومة تصريف الأعمال التي استمرت لمدة قصيرة بدأت من عام 1945 حتى استقالته في أبريل 1955. وفي الشأن الداخلي، شهدت البلاد العديد من الإصلاحات مثل سن قانون "المناجم والمحاجر" عام 1954، وقانون «الإصلاح العمراني والإيجار» عام 1955.
وحد قانون التشريعات الخاصة بتوظيف الشباب من الجنسين للعمل في المناجم والمحاجر، مع مراعاة السلامة، والصحة، والرعاية الاجتماعية. وبالنسبة للقانون الثاني، فقد طور قوانين الإسكان القائمة، ووصف وحدات الإسكان القائمة ب«غير الصالحة للاستخدام الآدمي». بالإضافة إلى ذلك، زادت المخصصات الضريبية، وتم إنشاء مجلس للإسكان بشكل أسرع،  وازدادت معاشات التقاعد، واستحقاقات المساعدة الوطنية. بل والأكثر من ذلك؛ إذ تم فرض رسوم على الوصفات الطبية.
جاءت الأولويات المحلية حكومة تشرشل الأخيرة بسلسلة من الأزمات حلت بالسياسة الخارجية، والتي ساهمت بشكل ما في انكماش هيبة وقوة الجيش البريطاني، وتقلص مستعمراته باستمرار.
كان تشرشل عادة ما يقوم بممارسات مباشرة تحفظ لبريطانيا مكانتها كقوة دولية. كان أحد تلك الممارسات، إرسال قوات بريطانية إلى كينيا للتعامل مع تمرد الماو ماو. وفي محاولة أخرى للحفاظ على ما تبقى للإمبراطورية البريطانية، صرح ذات مرة بأنه: «لن يترأس عملية تقطيع الأوصال هذه».

### الحرب في مالايا

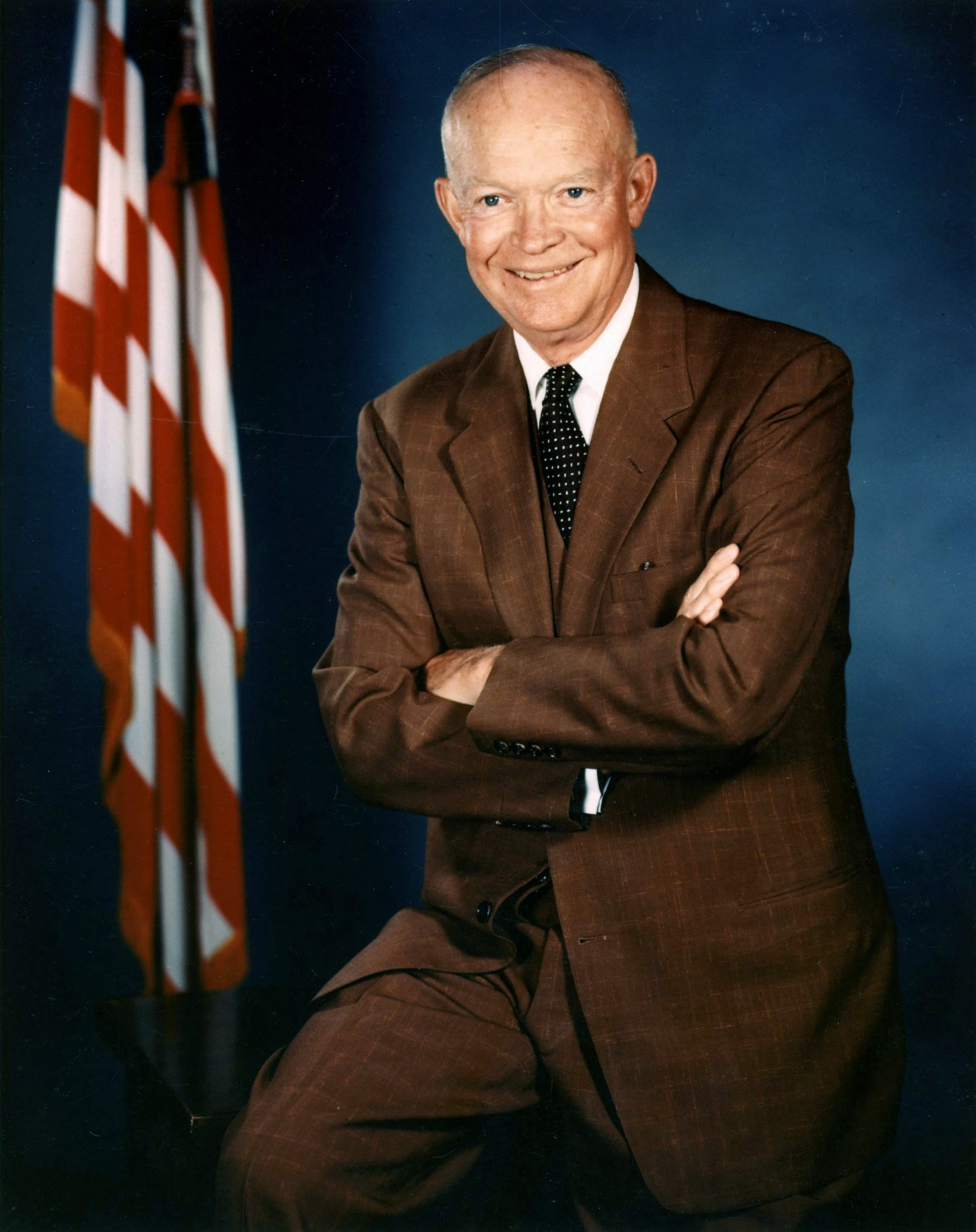
دوايت أيزنهاور، الرئيس ال 34 للولايات المتحدة الأمريكية

تلت تلك الفترة العديد من الأحداث التي عرفت باسم «أزمة المالايا». كان في المالايا تمرد ضد الحكم البريطاني منذ عام 1948. ومرة أخرى، ورثت حكومة تشرشل أزمة كبيرة، واعتزم تشرشل مواجهتها بالسلاح لمنع هؤلاء المتمردين من التحالف مع غير المتمردين. وأثناء القضاء البطيء على هذا التمرد، كان واضحًا أن الحكم الاستعماري البريطاني لم يعد محتملًا.

### العلاقات مع الولايات المتحدة الأمريكية
كرس تشرشل معظم فترة تواجده بالحكومة لتوطيد العلاقات الأنجلو أمريكية. وبالرغم من أن تشرشل لم يتفق كثيرًا مع الرئيس دوايت أيزنهاور، إلا إنه سعى إلى الحفاظ على «العلاقة الخاصة» مع الولايات المتحدة؛ حيث قام بأربع زيارات رسمية عبر الأطلسي للولايات المتحدة خلال فترة ولايته الثانية في رئاسة الوزراء.

### سلسلة من السَكْتَات الدماغية
كان تشرشل قد أصيب بسكتة دماغية عابرة أثناء تواجده بجنوب فرنسا صيف عام 1949. وفي يونيو 1953، عندما كان عمره 78، أصيب تشرشل بآلام سكتة دماغية أكثر شدة، أثناء تواجده ب 10 شارع دونينغ. لم يعرف العامة أو البرلمان أي من تلك النوبات، وتم إبلاغهم أن تشرشل يعاني من الإرهاق. غادر تشرشل إلى منزله في تشارتويل بغرض التعافي من آثار تلك السكتات، التي أثرت كثيرًا على حديثه وقدرته على السير. وفي أكتوبر، عاد تشرشل ليلقي خطبة في مؤتمر حزب المحافظين بمدينة مارجيت.
وبإدراكه التباطؤ الذي حل به عقليًا وجسديًا؛ اعتزل تشرشل عمله كرئيس للوزراء عام 1955، ليخلفه أنطوني إيدن. وفي ديسمبر 1956، عانى تشرشل من سكتة عابرة أخرى.

## التقاعد والوفاة

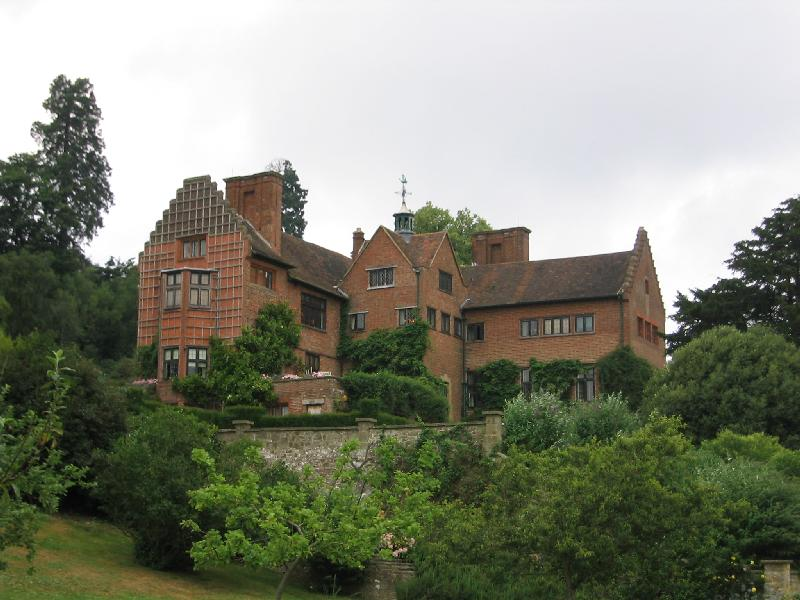
منزل تشارتويل في مقاطعة كنت، حيث قضى تشرشل معظم وقته بعد تقاعده

كانت تنوي الملكة إليزابيث الثانية جعل تشرشل دوق لندن، لكن ابنها راندولف عارضها بشدة؛ لأنه اللقب الذي ورثه عن والده. وافق راندولف بعد ذلك، بشرط حصوله على وسام الفروسية -وسام ربطة الساق البريطاني. بعد تركه العمل بالحكومة، قضى تشرشل وقتًا قليلًا بالبرلمان حتى تنحيه في الانتخابات العامة 1964. وبكونه أحد صاحبي المقاعد الخلفية في البرلمان –أصحاب النفوذ الضعيف في البرلمان، قضى تشرشل معظم أغلب وقته ما بين تشارتويل ومنزله بشارع هايد بارك جيت في لندن. وأيضًا اعتاد مخالطة المجتمع الراقي على شاطئ الريفييرا الفرنسي. في الانتخابات العامة 1959، تراجعت شعبية تشرشل تراجعًا مهولًا، بسبب عدم دعم الشباب له في دائرته؛ إذ رأوا أنه لا يقدر على دخول مجلس العموم إلا على كرسي متحرك! واضمحلال قدراته الذهنية والعضلية، بدأ تشرشل يخسر معركته ضد اليأس –الكلب الأسود. انتشرت تكهنات أخرى تفيد أن تشرشل قد أصيب بمرض الزهايمر في سنواته الأخيرة، غير أن آخرين أكدوا أن انخفاض قدراته العقلية كانت بسبب سلسلة السكتات الدماغية التي تعرض لها سابقاً. وفي 1963، منح الرئيس الأميركي جون كينيدي المواطنة الفخرية لتشرشل –بموجب تشريع صادر من الكونغرس،  غير أنه لم يقدر على حضور مراسم الاحتفال بالبيت الأبيض. حارب تشرشل حالته السيئة، محاولًا دائمًا الانخراط في الحياة العامة. ففي حفل سانت جورج عام 1964، بعث تشرشل برسالة تهنئة للمحاربين القدامى الذين نجوا في غارة زيبروغ عام 1918، والذين حضروا قداسا تذكاريا في مدينة ديل الواقعة في مقاطعة كنت، حيث يرقد ضحايا الغارة في مقابر طريق هاملتون. وفي 15 كانون الثاني / يناير 1965، أصيب تشرشل بسكتة دماغية شديدة دَكَّته وَتَرَكْتهُ مُثْبَتاً عاجزًا لا يَبْرَح الْفِرَاشَ. وبعد تسعة أيام، أي صباح يوم الأحد 24 من كانون الثاني /يناير 1965، نزلت بتشرشل صرعة الموت عن عمر يناهز ال90، أي بعد 70 عامًا من وفاة والده.

### جنازته

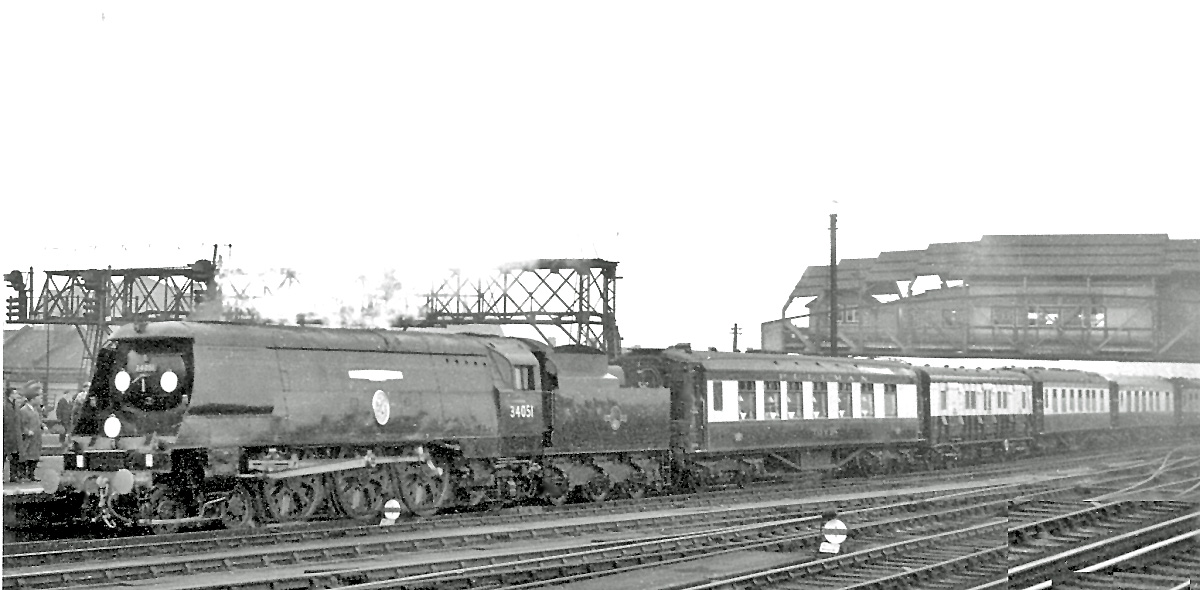
صورة لعربة القطار التي حملت تشرشل إلى مثواه الأخير في بلادون

تعد جنازة تشرشل أكبر جنازة رسمية عرفتها البشرية وحتى يومنا هذا بحضور ممثلين من 112 دولة. يشار إلى أن الصين كانت الدولة الوحيدة التي لم ترسل مبعوثًا. كانت أيرلندا الوحيدة التي لم تذع الجنازة مباشرة في أوروبا جمعاء، عندما كان يشاهدها 350 مليون شخص، منهم 25 مليون في بريطانيا وحدها. أمرت الملكة بأن تسجى جثة تشرشل في نعش مكشوف بقصر ويستمنستر لمدة ثلاثة أيام، وأن تتولى بريطانيا مراسم الدفن الرسمية في كاتدرائية سانت بول يوم 30 يناير 1965. كان ضمن الحضور أكبر حشد من رجال الدولة عرفه العالم. وعلى غير العادة، حضرت الملكة مراسم الدفن.

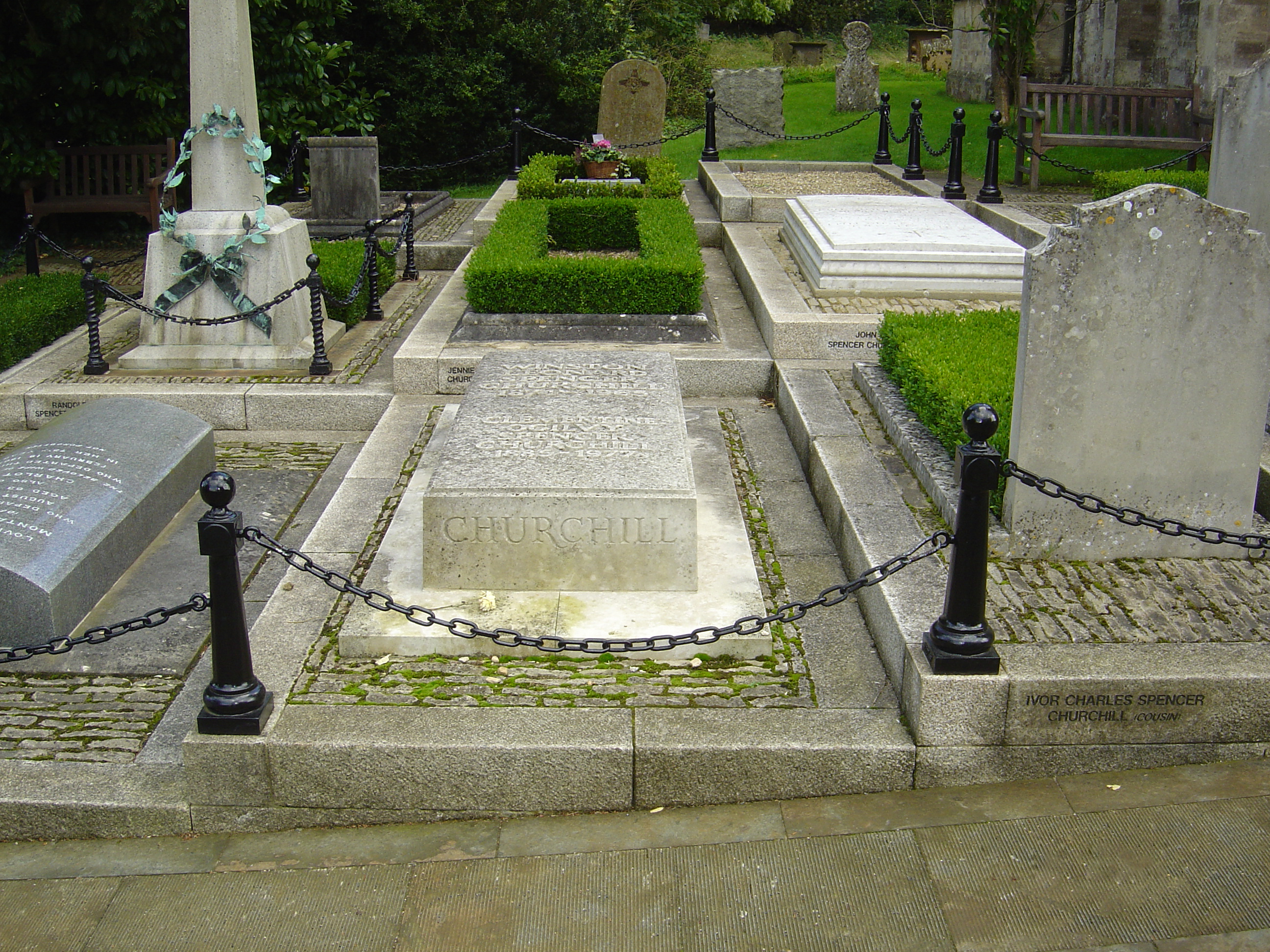
قبر تشرشل بكنيسة القديس مارتن في بلادون

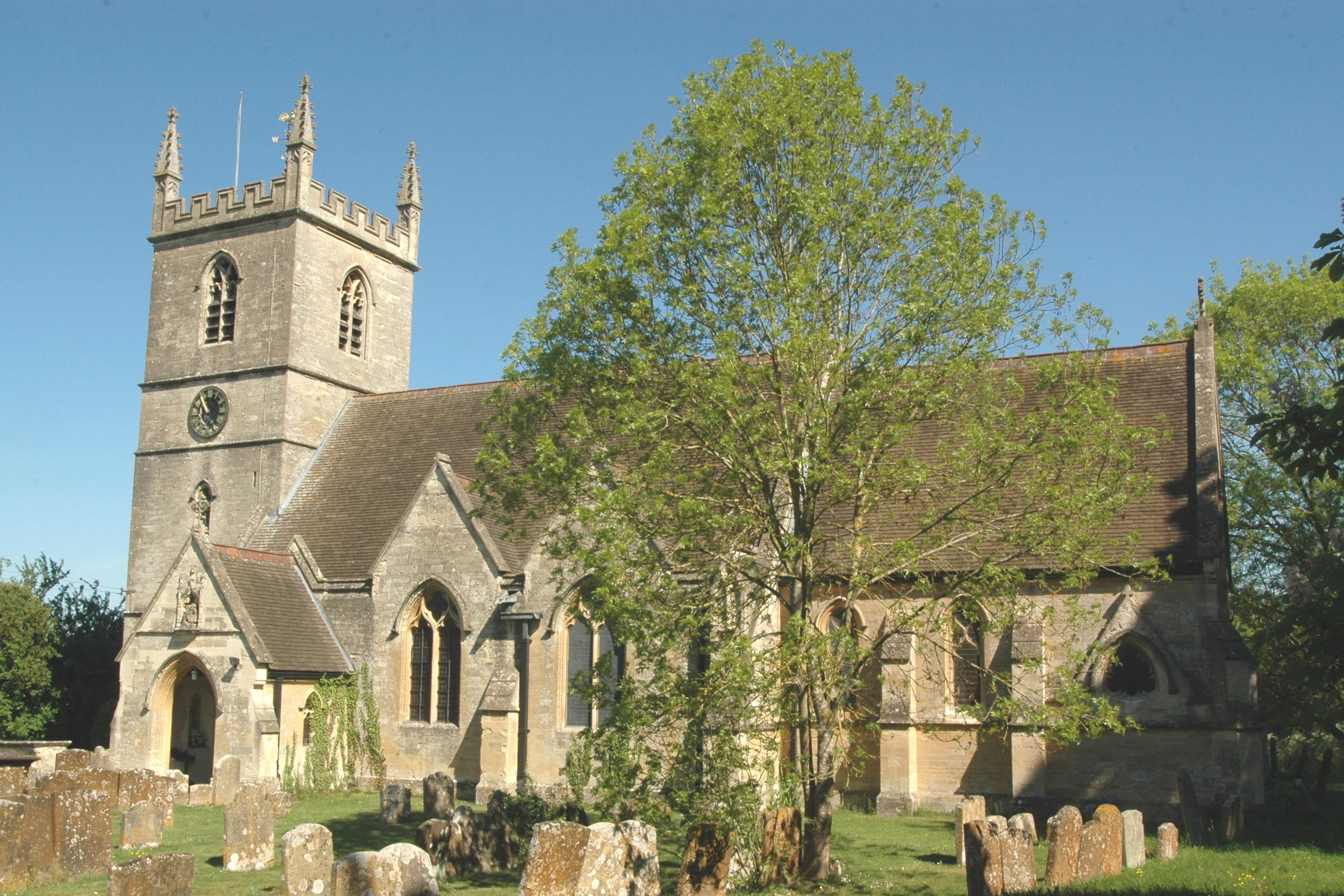
كنيسة سان مارتان في بلادون وقرب حائطها قبر تشرشل

. أثناء مرور نعش تشرشل المبطن بالرصاص من رصيف تاور البحري إلى نهر التايمز وحتى رصيف فيستيفال البحري تحمله سفينة إم في هافينجور، خفض عمال الموانئ الرافعات الذراعية تحية لتشرشل. أطلقت المدفعية الملكية 19 طلقة تحية لتشرشل، ونظم سلاح الجو الملكي عرضًا جويًا يتكون من 16«مقاتلة إنجلش إلكتريك لايتنغ». حُمل الكفن لمسافة قصيرة إلى محطة ووترلو حيث تم وضعه على عربة مزينة أُعدت خصيصًا كجزء من جنازته ليأخذ النعش طريقه لمسافة سبعة أميال على طول الشريط الحديدي إلى الشمال الغربي لأكسفورد. كان قطار نقل الموتى بعرباته من طراز بولمان حاملًا المشيعين من أهل تشرشل، وكانت تجره قاطرة بخارية رقم 34051 منذ حرب بريطانيا. وعلى طول الطريق حيث الحقول، وفي كل محطة يمر بها القطار، وقف الآلاف في صمت يودعون تشرشل امتنانًا واحترامًا له. وبناءً على طلب تشرشل، دُفن في أرض العائلة في كنيسة القديس مارتن الواقعة بقرية بلادون، القريبة من مدينة وود ستوك حيث ولد بقصر بلاينهايم. إن العربة التي نقلت جثمان تشرشل، عربة رقم S2464S بسكة الحديد الغربية سابقًا هي الآن أحد عربات سكك حديد سوانايج. ويشار إلى أن سكك حديد سوانايج هي جزء من مشروع الحفاظ على تراث السكك الحديدية، وقد أخذت الولايات المتحدة تلك العربات منذ عام 1965، وردته لبريطانيا عام 2006. وفي وقت لاحق من علم 1965، نحت الفنان رينولد ستون نصبًا تذكاريًا لتشرشل، تم وضعه بدير وستمنستر.

## الفنان، والمؤرخ، والكاتب
كان تشرشل فنانًا بارعًا، وكان يستهويه الرسم، خاصة بعد تخليه عن منصب أميرال البحرية البريطانية عام 1915. وجد تشرشل ضالته في الفن. اعتبره وسيلة للتخلص من الاكتئاب الذي صاحبه في حياته. جاءت كلمات ويليام ريس-موج، الصحافي الأميركي، كالآتي: «كانت حياته الخاصة معاناة من الاكتئاب (الكلب الأسود). لكن إذا نظرنا في لوحاته وحياته الهادئة، لا نجد أي علامة تدل على الاكتئاب». تعلم تشرشل الرسم من صديقه بول ميز الذي قابله خلال الحرب العالمية الأولى، وكان لبول تأثير كبير على رسومات تشرشل، وأصبح منذ ذلك الحين رفيق مشواره الفني. غلبت على لوحات تشرشل طابع الطبيعة، وكان كثيرًا ما يرسمها خلال عطلاته في جنوب فرنسا، أو مصر، أو المغرب. اتخذ تشرشل من «تشارلز مورين» اسمًا مستعارًا له. واصل تشرشل رسم لوحاته خلال سنوات عمره، ورسم المئات منها؛ بعضها يعرض في منزله «تشاتول» والأخرى أعمال خاصة. كانت معظم اللوحات مشاهد طبيعية من الزيت، لكنه رسم أيضًا العديد من المشاهد الداخلية، والأشخاص. وفي عام 1925، اختار كل من لورد دوفن، وكينيث كلارك، وأوزوالد بيرلي لوحته عن شروق الشمس في فصل الشتاء كأفضل لوحة في مسابقة للفنانين الهواة المجهولين.

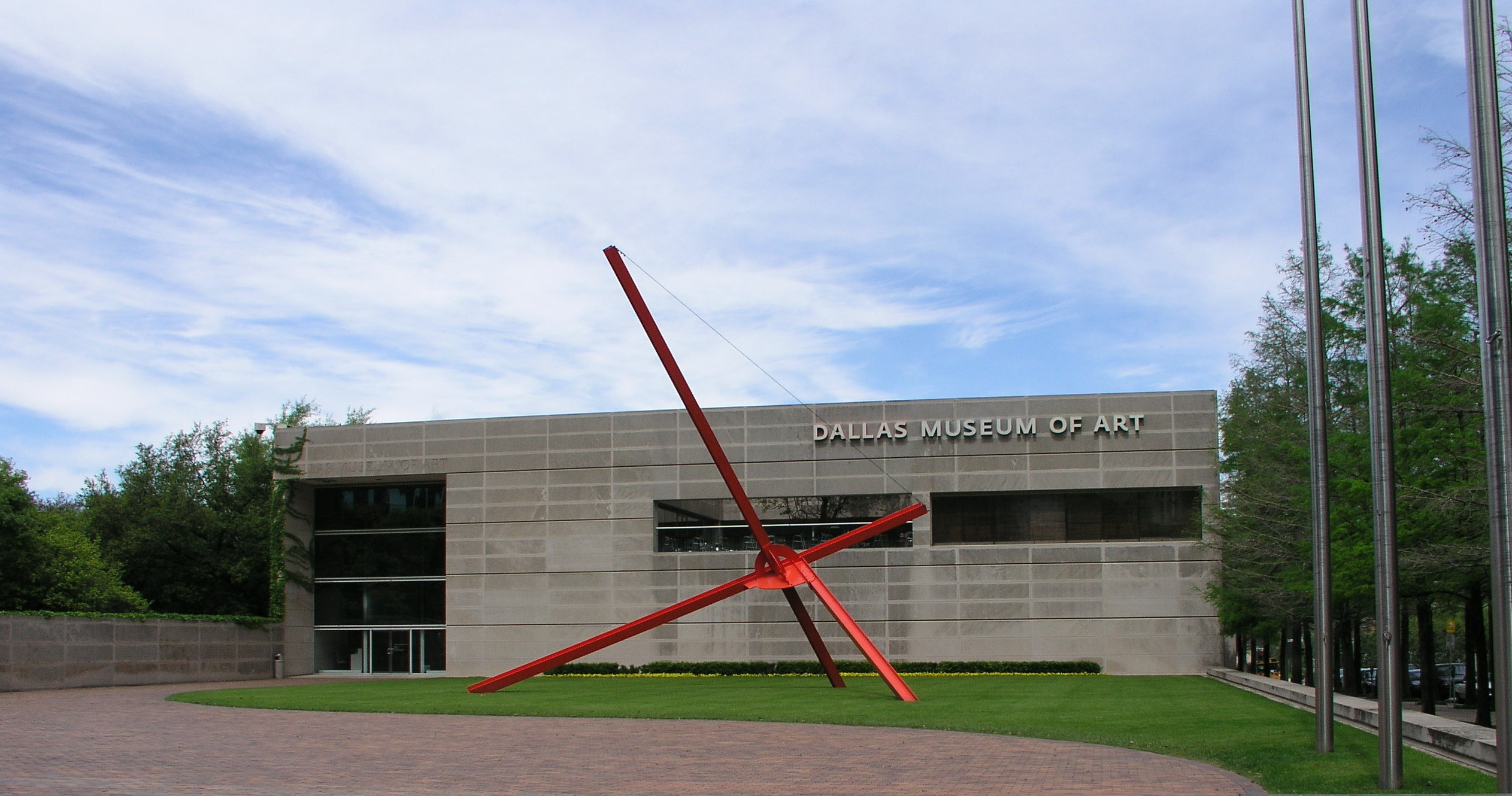
متحف دالاس للفنون

ونظرًا لضيق الوقت الشديد، حاول تشرشل رسم لوحة واحدة فقط إبان الحرب العالمية الثانية. أكمل تشرشل رسم لوحة تضم برج فيلا تايلور في مراكش. يمكن الاستمتاع بمشاهدة بعض لوحاته في موسوعة ويندي
وإيمري رفيس في متحف دالاس للفنون. كان رفيس المسؤول عن نشر إبداعات تشرشل. كان أيضًا صديقًا حميمًا لتشرشل الذي عادة ما كان يزوره وزوجته في فيلتهما "La Pausa" جنوب فرنسا. ويشار إلى أن تلك الفيلا يرجع بناؤها إلى عام 1927 مهداة لكوكو شانيل من عشيقها بندور (هيو ريتشارد آرثر)، دوق ويستمنستر الثاني. وقد بُنيت الفيلا بداخل المتحف عام 1985، تضم معرضا يحتوي لوحات وتذكارات تشرشل.
رغم حياة الشهرة ونسبه من الطبقة الأرستقراطية التي نعم بهما تشرشل، فإنه عانى كثيرًا من أجل مراعاة أن يحافظ دخله على مستوى معيشته التي اتسمت بالترف، والإسراف. كان نواب البرلمان يتقاضون راتبا اسميا فقط قبل عام 1946، في حين لم يكونوا يتقاضون شيئاً على الإطلاق قبل قانون البرلمان عام 1911؛ ومن ثم اضطر معظمهم للعمل في مهنة أخرى لتوفير سبل العيش. كان دخل تشرشل منذ كتابه الأول 1898 وحتى ولايته الثانية كرئيسًا للوزراء يعتمد كليًا على مؤلفاته ومقالات الرأي التي كان ينشرها في الصحف والمجلات.
ويشار إلى أن أشهر مقالاته الصحفية كانت تلك التي ظهرت في صحيفة «إفنينج ستاندرد» من عام 1936، التي حذر فيها من صعود نجم هتلر، ومخاطر سياسة الاسترضاء. من ناحية أخرى، كان تشرشل مهووسًا بتأليف الكتب والروايات، بالإضافة إلى سيرتين ذاتيتين، وثلاثة مجلدات عن مذكراته، والعديد من كتب التأريخ، والكثير من المقالات الصحفية. حاز تشرشل جائزة نوبل في الأدب عام 1953؛ لإتقانه الوصف التاريخي والسير، فضلًا عن أسلوب خطابته المذهل في الدفاع عن القيم الإنسانية السامية". نُشرت اثنين من أشهر أعماله بعد توليه رئاسة الوزراء للمرة الأولى؛ وهو ما جعله يصعد إلى ذِرْوَة الْمَعَالِي. كانت تلك الأعمال عبارة عن ستة مجلدات تؤرخ الحرب العالمية الثانية، والآخر هو تاريخ الشعوب الناطقة بالإنجليزية –أربعة مجلدات عن فترة غزوات قيصر لبريطانيا (55 قبل الميلاد) وحتى بداية الحرب العالمية الأولى 1914.
كتب تشرشل عام 1936: «كان يجب على الولايات المتحدة أن تفكر مليًا في مصالحها، وألا تنخرط في الحرب العالمية الأولى. فإذا لم تخض الحرب، لكان عقد الحلفاء السلام مع ألمانيا في ربيع 1917. فلو كان السلام خيارنا، لما كان الانهيار الذي حل بروسيا، والذي تلته الشيوعية، ولا كانت حلت الفاشية بإيطاليا، ولما أصبحت ألمانيا طرفًا في معاهدة فرساي التي عظمت من وجود النازية في ألمانيا». كان تشرشل بناءً ماهرًا أيضًا؛ يهوى تشييد حوائط المباني والحدائق بمنزله الريفي في تشارتويل. وبالإضافة إلى ذلك، ربى تشرشل الفراشات. وكجزء من هوايته، انضم تشرشل لاتحاد عمال مهنة البناء، لكنه سرعان ما تم طرده بسبب عضويته في حزب المحافظين.

## ألقاب شرف وأوسمة
حصل تشرشل على شرف الجنازة الرسمية. بالإضافة إلى ذلك، حاز تشرشل العديد من الجوائز والأوسمة، مثل:
- عام 1945، عندما رشحه هالفدان كوت من بين سبعة مرشحين لجائزة نوبل للسلام، لكن وقع الاختيار على كورديل هال.[247]
- حصول تشرشل على جائزة نوبل في الأدب عن أعماله العديدة، ولا سيما مجموعته من ستة مجلدات عن الحرب العالمية الثانية. وفي استطلاع أجرته البي بي سي عن «أعظم مائة بريطاني»، أعلنت أنه «أعظمهم جميعًا»، بناءً على ما يقرب من مليون مُصوت من مشاهدي البي بي سي.[248]
- صنفته مجلة التايم كأكثر القادة المؤثرين في التاريخ. والجدير بالذكر أن كلية تشرشل بجامعة كامبريدج قد أُنشئت عام 1958 تكريمًا له.[249]
- في 1963، منحته الولايات المتحدة شرف المواطنة الفخرية بموجب القانون العام 88-6/ 4374 حقوق إنسان (المعتمدة/المُشرعة في أبريل 1963).[250][251]
- في التاسع والعشرين من نوفمبر 1995، أعلن الرئيس بيل كلنتون خلال زيارته لبريطانيا، أمام كل من مجلس العموم ومجلس اللوردات، بأن المدمرة "Arleigh Burke-class" سيتم تسميتها باسم ""the USS Winston S. Churchil. كانت تلك المرة الأولى التي يطلق فيها اسم مواطن أجنبي على سفينة حربية منذ عام 1975.

### شهادات فخرية
- دكتوراه في القانون، جامعة روتشستر، 1941.[252]
- دكتوراه في القانون، جامعة هارفارد بمدينة كامبريدج، بولاية ماساتشوستس، 1943.
- دكتوراه في القانون، جامعة مكغيل، مونتريال، كندا، 1944.
- دكتوراه فخرية، جامعة ويستمنستر، فولتون، ميزوري، 5 مارس 1946.
- دكتوراه فخرية، جامعة ليدن، هولندا، 1946.[253]
- دكتوراه فخرية، جامعة ميامي، فلوريدا، 1947.
- دكتوراه فخرية، جامعة كوبنهاغن، الدنمارك، 1950.

## مقولات

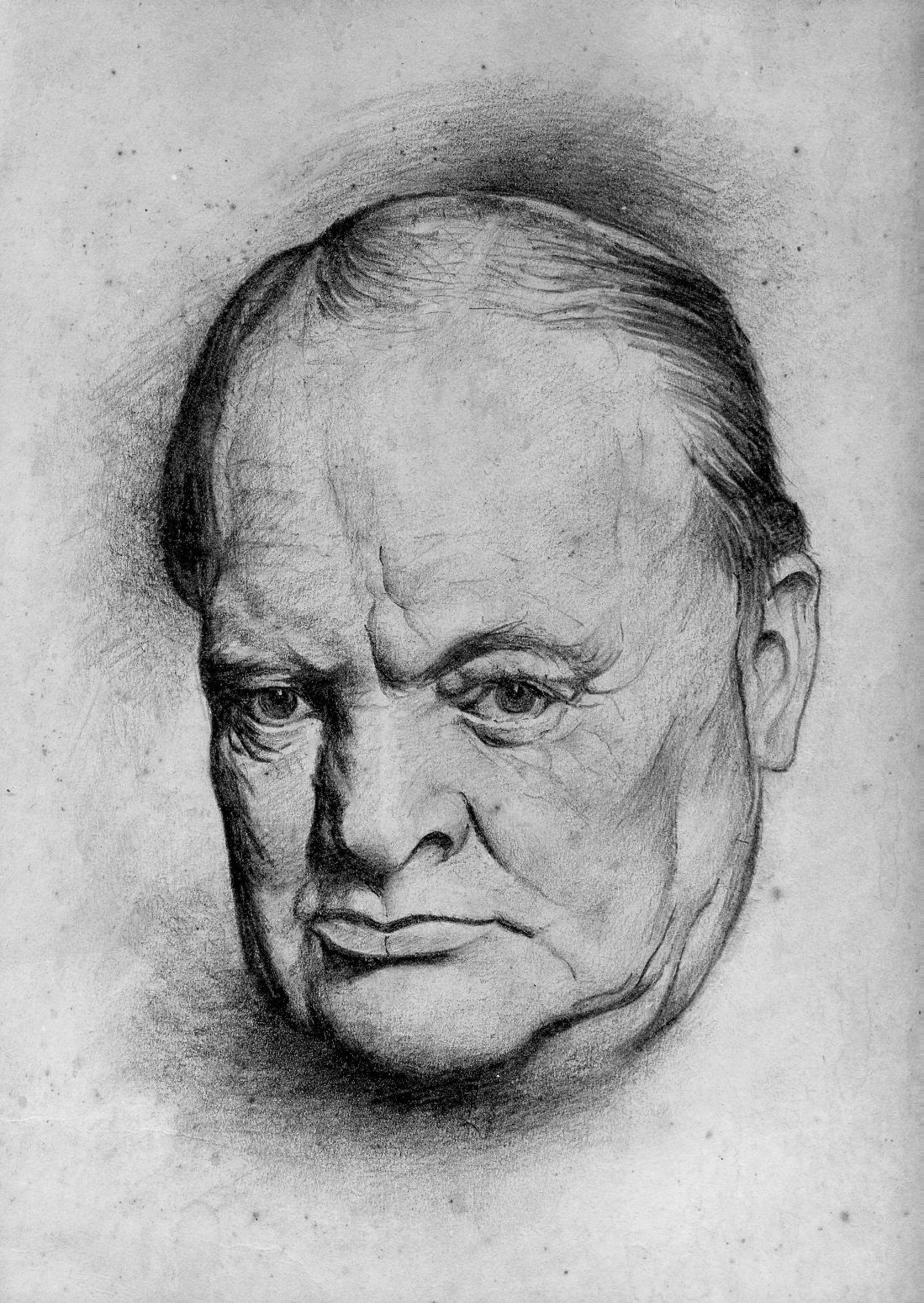
صورة مرسومة لتشرشل، 1942

- في السياسة ليس هناك عدو دائم أو صديق دائم هناك مصالح دائمة.
- الشخص المتواضع هو الذي يمتلك الكثير ليتواضع به.
- المسؤولية ثمن العظمة.
- إذا كنت ترغب بحق في اكتشاف بحار جديدة، يجب عليك أن تتحلى بالشجاعة اللازمة لمغادرة الشاطئ.
- المتشائم يرى محنة في كل منحة، والمتفائل يرى منحة في كل محنة.
- لا تستسلم ابداً ابداً ابداً ابداً ابداً ابداً..
- إمبراطوريات المستقبل هي إمبراطوريات العقل.
- إن الحقيقة محسومة. الرعب قد يستاء منها، والجهل قد يسخر منها، والحقد قد يحرفها، ولكنها تبقى موجودة.
- إن غزا هتلر الجحيم، سأمتدح الشيطان على الأقل في مجلس العموم -يقصد غزو هتلر للاتحاد السوفيتي، والشيطان كناية عن ستالين.
- حين تصمت النسور، تبدأ الببغاوات بالثرثرة.
- سر الحقيقة ليس فعل ما نحب، بل أن نحب ما نفعل.
- سنظهر الرحمة، ولكننا لن نطلبها.
- كان على بريطانيا وفرنسا أن يختارا إما الحرب أو الإهانة. اختارا الإهانة. ستكون عندهما الحرب.
- لماذا تقف حينما تستطيع الجلوس؟
- لا أكره أحداً سوى هتلر.
- هل تسألوني ما هي سياستنا؟ أستطيع أن أقول: إنها خوض الحرب، في البحر، في البر، في الجو، بكل قدرتنا وبكل قوة سيبعث بها الله لنا: سنخوض حربًا ضد طاغية متوحش، لم يسبق له مثيل في ظلاميته، قام بأبشع جرائم الإنسانية. هذه هي سياستنا. أنتم تسألونني ما هو هدفنا؟ أستطيع أن أجيب بكلمة واحدة: أنه النصر، النصر بأي ثمن، النصر في مواجهة الخوف، النصر، على الرغم من أن الطريق قد يكون وعراً طويلاً، ولكن بدون النصر، لا وجود لنا.

من خطاب تشرشل في مجلس العموم بعد تسلمه منصب رئيس الوزراء في 13 مايو 1940.
- لديك أعداء؟ عظيم...هذا يعني انك في أحد الأيام وقفت مدافعًا عن شيء ما.
- إذا كنت تمضي عبر الجحيم فتابع المضي.
- لا أستطيع أن أعدكم إلا بالدم وبالدموع والبكاء والألم.
- إذا كنت خارج بلدك فلا تنتقد حكومتك.[254][255]

## طقوس غريبة
من بين الطقوس التي كان يقوم بها تشرشل، شرب الكحوليات، وأخذ قيلولة قصيرة بعد العودة من العمل وقت الظهيرة، ثم الاستحمام بعد منتصف الليل. وفي حوالي الساعة الـ5 مساء، يشرب «تشرشل» الكحوليات، قبل أخذ قيلولة لمدة ساعة ونصف الساعة، وعندما يستيقظ يستحم، ثم يتناول عشاءه في الـ8 مساء. ويقال إنه كان ينام مرة واحدة كل يوم ونصف. وأبقى «تشرشل»، هذا الأمر كروتين يومي مماثل له، بغض النظر عما يحدث، وبسبب جدول أعماله غير المنتظم، كان «تشرشل» يعقد اجتماعات مجلس الوزراء في فترة الحرب في الحمام.

## تشرشل في السينما والتلفزيون
جُسدت شخصية تشرشل في العديد من الأعمال السينمائية والأدبية بما في ذلك:
- دادلي فيلد مالون (أمريكي في باريس 1951)
- ريتشارد هنري سلرز (الرجل الذي لم يكن 1956)
- ريتشارد برتون (سنوات البسالة 1961)
- سيمون وارد (ونستون الصغير 1972)
- وارن كلارك (السيدة راندولف تشرشل 1974)
- وينثلي بيثي (إدوارد والسيدة سمبسون 1978)
- تيموثي لانكستر ويست (تشرشل والجنرالات 1979؛ هيروشيما 1995)
- وليام مايكل هوت (حياة ديفيد لويد وعصره 1981)
- روبرت هاردي (سنوات البرية 1981؛ الحرب وذكراها 1989)
- بوب هوسكينز (الحرب العالمية الثانية: عندما تزأر الأسود 1994)
- ألبرت فيني (حصاد العاصفة، 2002)
- إيان مون (العد التنازلي ليوم النصر، 2004)
- رود تايلور (أوغاد مجهولون، 2009)
- برندان غليسون (في العاصفة أو تشرشل في الحرب، 2009)
- إيان ماكنييس (دكتور هو، زفاف نهر سونج، باندوريكا تفتح، النصر لدالكس؛ في الأعوام 2010 و2011)
- تيموثي ليونارد سبال (خطاب الملك، 2010) [257]
- غاري أولدمان (الساعة الأكثر ظلمة، 2017)